# 尼港事件

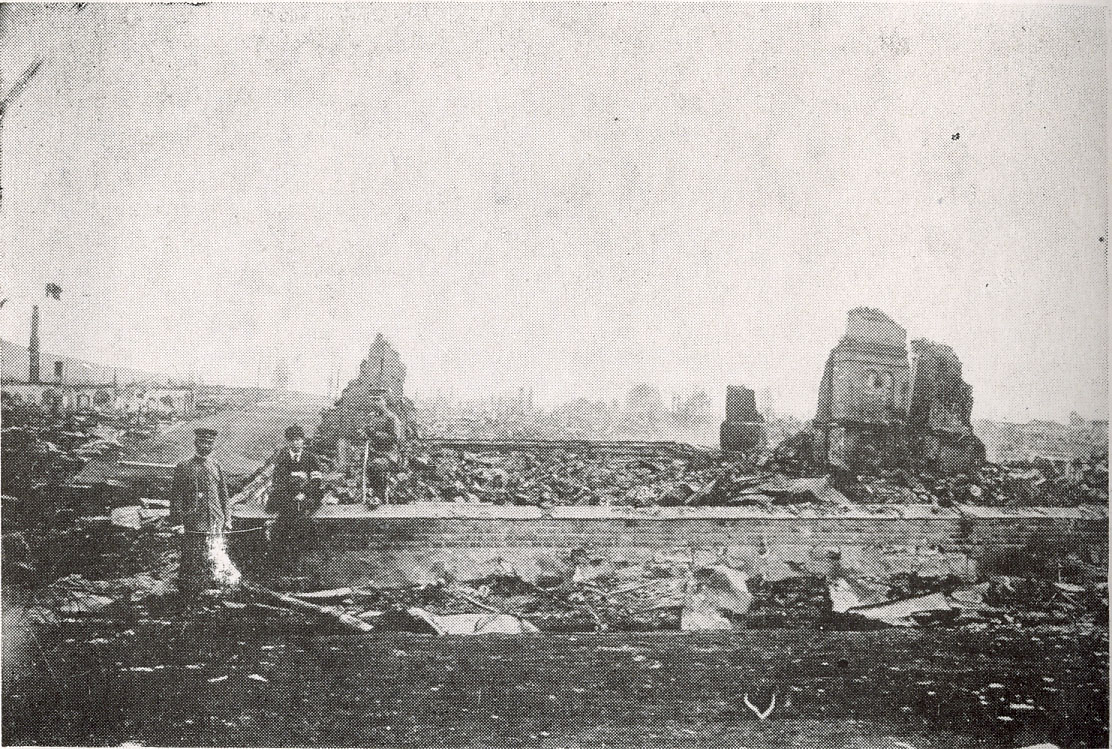
廃墟となったニコラエフスク（尼港）

座標: 北緯53度8分 東経140度44分 / 北緯53.133度 東経140.733度

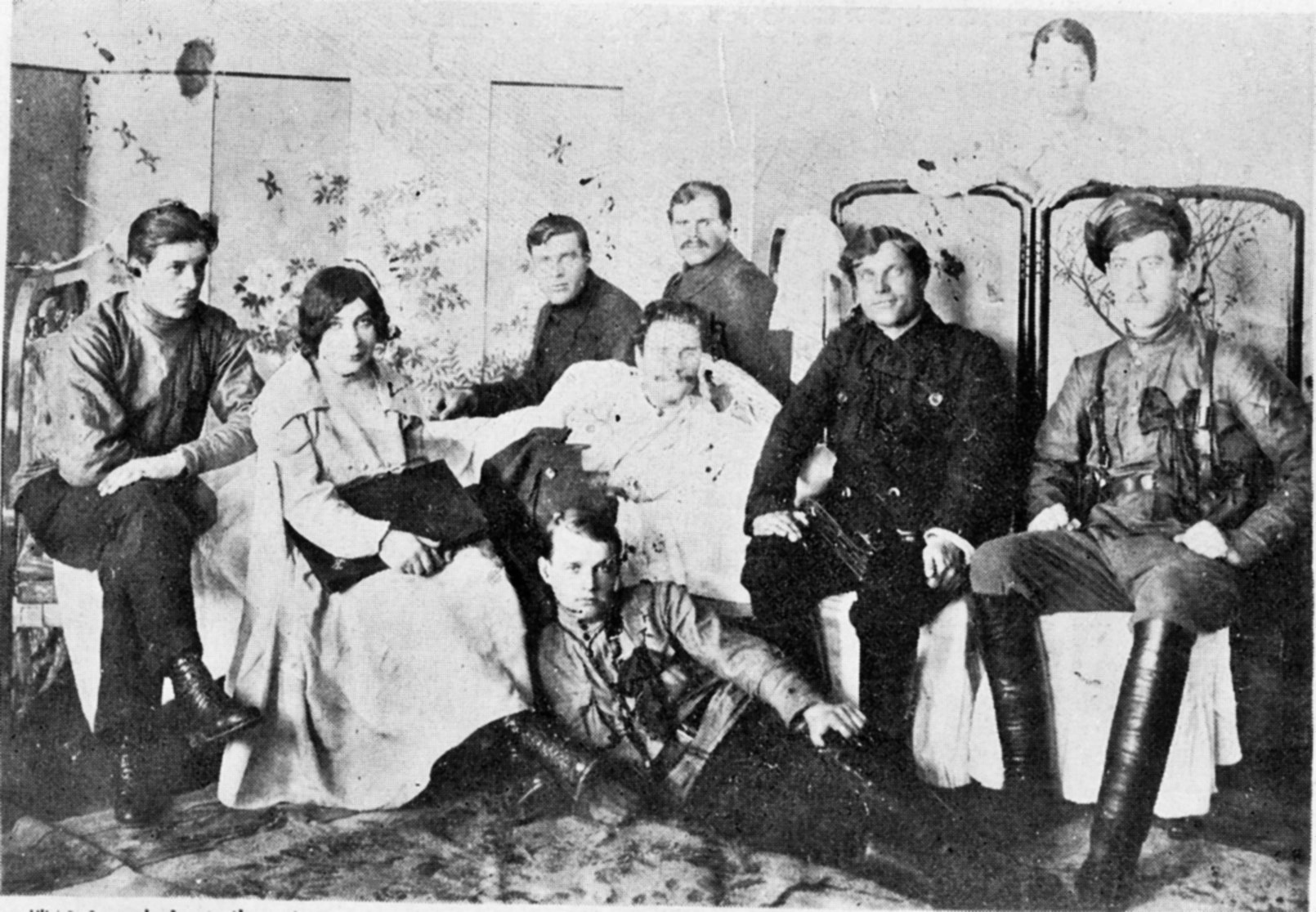
虐殺事件を引き起こした赤軍パルチザン幹部の集合写真。
中央の白衣の人物が虐殺の中心人物ヤーコフ・イヴァノーヴィチ・トリピャーツィン。
左の女性は宣伝部指導者、次いで参謀長を務めたニーナ・レペデワ（レベジェワ）・キャシコ。
その隣、左端の椅子に座った人物が副司令のラプタ。背後には日本人から略奪した屏風が見え、撮影時期は1920年4月と推定されている。

尼港事件（にこうじけん、露: Николаевский инцидент Nikoláyevskiy Intsidyént, 英: Nikolayevsk Massacre）は、ロシア内戦時に日本軍のシベリア出兵により日本軍が駐留していたアムール川の河口にあるニコラエフスク（尼港、現在のニコラエフスク・ナ・アムーレ）において、赤軍奪回後の1920年（大正9年）3月から5月にかけて発生した、赤軍パルチザンによる大規模な住民虐殺事件。尼港虐殺事件やニコラエフスク事件ともいう。日本人731人を含む6000人超の住民が虐殺された。
首謀者は赤軍司令官の一人であるヤーコフ・イヴァノーヴィチ・トリピャーツィンである。ニコラエフスクは日本軍のシベリア出兵により日本軍が駐留、事実上占拠していたが、港が冬期に氷結して交通が遮断され同地は孤立、その間にパルチザン部隊4,300名（ロシア人3,000名、朝鮮人1,000名、中国人300名）（参謀本部編『西伯利出兵史』によれば朝鮮人400 - 500名、中国人900名）の大軍に包囲され、日本軍守備隊は、自軍の武装解除をしないこと、住民の生命財産の安全を保障することを条件に和議を結んだとされる。ところが、赤軍は、逃げ込んでいた白軍を武装解除、停戦協定を無視し白系ロシア人とみなしたニコラエフスク住民に対する財産没収や処刑を行っていった。当初、日本軍守備隊は赤軍と良好な関係を保っていたが、やがてトリピャーツィンは日本軍守備隊に武器引渡を要求してきた。この事態を受けて日本軍守備隊は蜂起を決意、３月11日、日本人居留民も加わって赤軍側を奇襲したものの、トリピャーツィンらは逃れ、赤軍側は中国海軍艦隊(1929年の中ソ紛争で壊滅)の協力も受けて反撃、日本軍守備隊の大半は戦死、日本人居留民を多数殺害し、残る日本兵・日本人居留民を捕虜として収監した。また、その戦闘のさなかに当地領事館のトップである石田寅松副領事（死後、領事に昇進）が現地にいた一家（妻・次女・長男）ともども亡くなった。
解氷期の５月下旬に日本軍が反攻に向かうや、赤軍は逃亡するに至ったが、その際に白軍派とみられる住民や反乱でとらえていた日本人収監者らを虐殺、市街を焼払った。最終的には日本占領時期の尼港の総人口の半分である計6,000人超を老若男女の別なく殺害している。
３月の事件は、兵力に劣る日本軍守備隊側がトリピャーツィンをはじめとする赤軍派らを謀略にかけて一挙に殺害しようとしたものであったが、赤軍パルチザンによる日本人居留民・日本軍守備隊に対する虐殺や日本石田副領事一家の自決話は、日本国内で反ソ・反共宣伝に使われただけでなく、白系ロシア人らの宣伝も与って国際的批判を浴びた。現地では白系ロシア人らが「調査委員会」を作り、3か月間にわたって現地調査を行い、報告書を発表した。内容の真偽については議論も多い。既に2月にニコラエフスクから日本に逃れていたユダヤ系ロシア人ジャーナリストのアナトリー・ヤコヴレヴィチ・グートマンは、この報告書をもとに自身の調査を加えて事件の告発本を1924年にドイツで出版している。
日本人犠牲者は判明しているだけで731名にのぼり、ほぼ皆殺しにされた。どれだけの日本人居留民が攻撃計画に参加していたかについては今なお不明な点が多い。建築物はことごとく破壊されニコラエフスクは廃墟となった。この無法行為は、結果的に日本の反発を招いてシベリア出兵を長引かせた。小樽市の手宮公園に尼港殉難者納骨堂と慰霊碑、また天草市五和町手野、水戸市堀原、札幌護国神社にも殉難碑がある。

## 事件の背景

### シベリア出兵の混迷

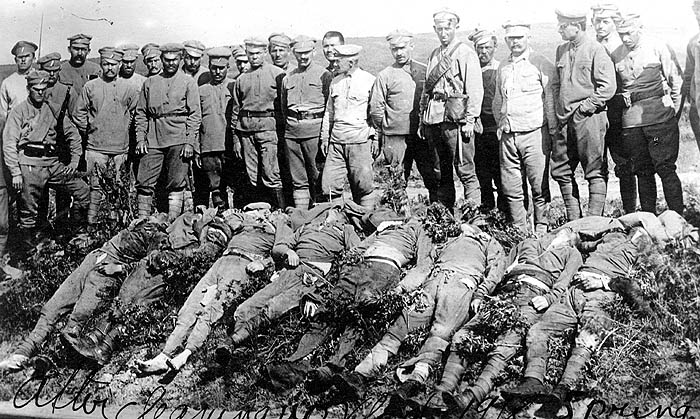
ウスリースク（ロシア極東）で赤軍に殺害されたチェコスロバキア軍団将兵（1918年）

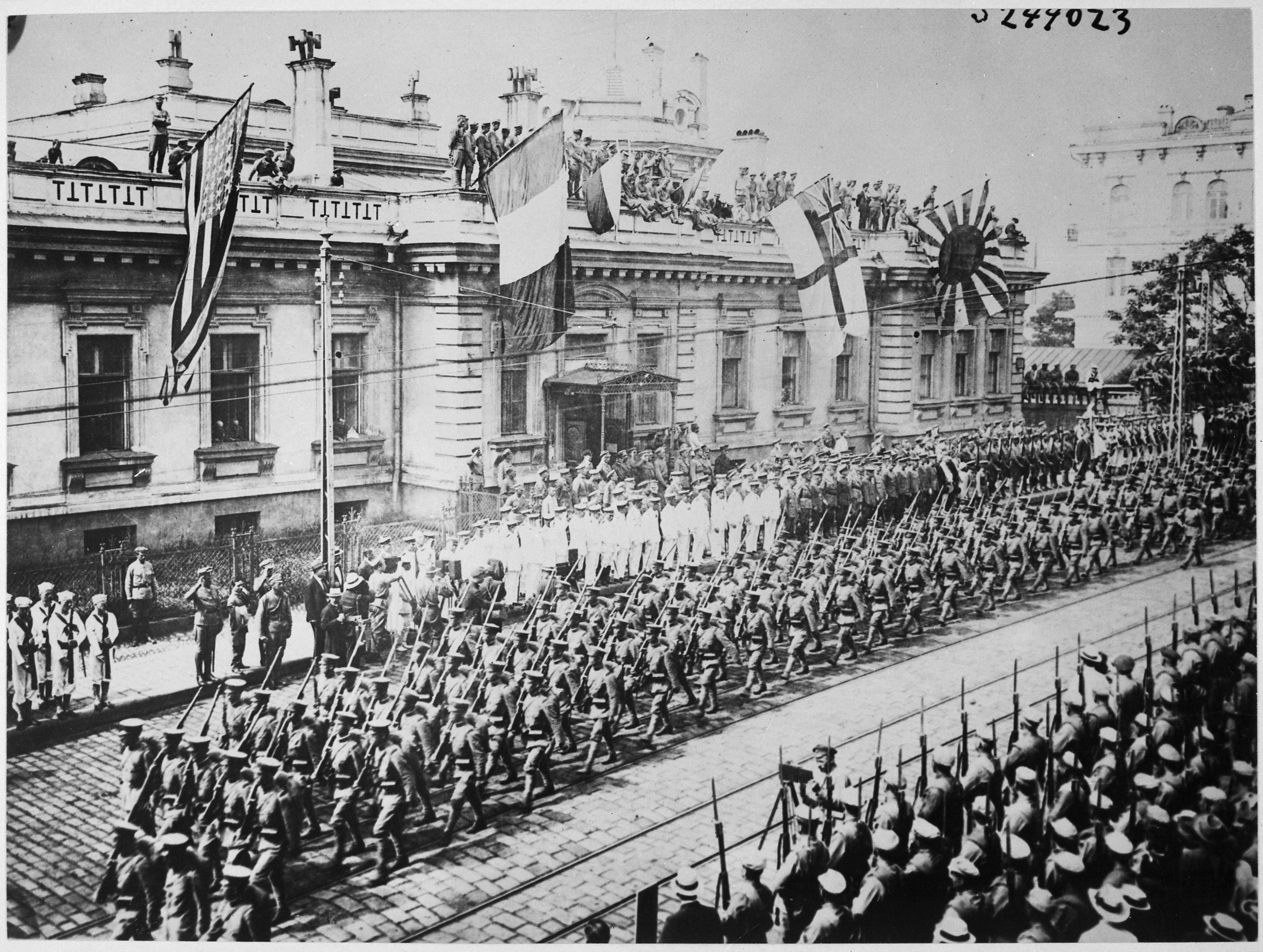
シベリア出兵中の連合軍によるパレード。アメリカ・フランス・大英帝国・大日本帝国など各国の国旗、軍旗が掲げられている（1918年）

1918年（大正7年）8月に始まった日本のシベリア出兵は、アメリカ合衆国の呼びかけによる共同出兵であり、当初はアメリカの提議に従って「チェコ軍団救援」を目的とし、「ロシア内政不干渉」を謳ったものだった。しかし、チェコ軍団は赤軍と戦闘状態にあり、ボリシェヴィキ政権とは敵対していたので、ロシア内戦への干渉なくして救援は不可能であり、そもそもアメリカの提議自体に大きな矛盾があった。
つまりシベリア出兵の前提は、対独戦の一環としてのものであったが、1918年末には、ドイツ軍と連合国軍との間に休戦協定が成立し、チェコスロバキアも独立を果たして、前提が崩れた。そのため、連合国側、主に英仏は、反ボリシェヴィキを鮮明にし、日本もそれに同調して、反革命派によるロシア統一をめざしていたが、反革命派のコルチャーク政権（オムスク政権とも）は一年ほどしか続かず、1919年末に崩壊した。
1920年1月9日、アメリカが単独撤兵を通告してきたが、これは日本の出兵にとって大きな転換点となった。この1月から2月にかけ、革命派の勢力はニコリスク、ウラジオストク、ブラゴヴェシチェンスク、ハバロフスクの反革命勢力を倒し、それぞれに地方政権を掌握した。1月17日付、陸軍大臣の指示により、日本軍は中立姿勢をとることになったが、不穏な情勢の中、それまで反革命側に肩入れしてきた現地日本軍は困惑した。

### 尼港住人と白軍

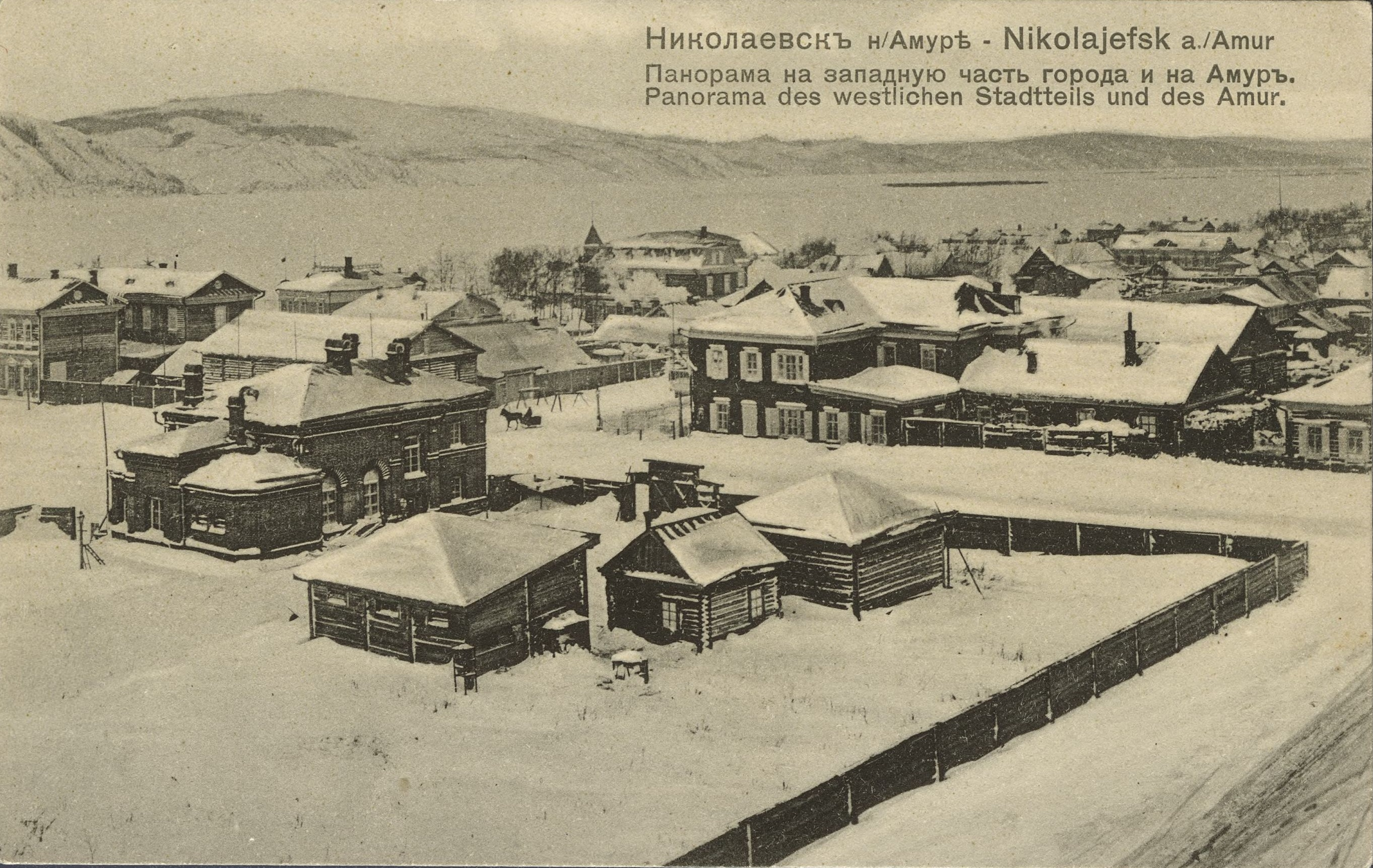
1900年頃の尼港（ニコラエフスク港）

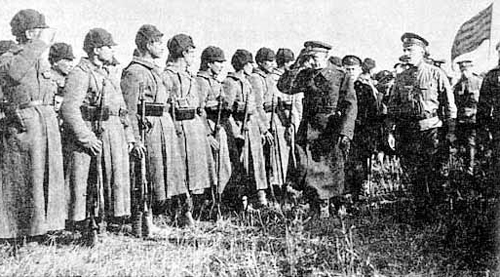
コルチャーク提督の閲兵を受ける白衛軍将兵（1919年）

1850年に建設されたニコラエフスク港は、ロシアの極東開港場としては最古のものである。ロシア官憲は港発展策としてユダヤ人にロシア人と同様に土地家屋の私有権を与えたことから有産階級の大部分はユダヤ人によって構成されていた。
ロシア革命の進展により、ニコラエフスクは治安が悪くなり白昼でも強盗が行われ、少しでも金を持っていそうな者はピストルで射殺されたり、銀行も金品を強奪されることから、イギリス、アメリカ、日本の銀行に依頼して預金替がされたり、島田商会（後述）が預金依頼されるほどであった。漁業を営んでいたユダヤ人の資産家たちは革命によって購買組合や労働者に業を奪われるようになりウラジオストクに逃れる者も少なくなかった。
1918年には、ニコラエフスクにも赤軍が進駐し、ソビエト政権が成立していた。しかし赤軍は、サハリン州（当時、ニコラエフスクはサハリン州に含まれていた）全体で300人ほどの少数にすぎず、日本軍の上陸によって追われ、やがてロシア海軍提督アレクサンドル・コルチャークによる臨時全ロシア政府（en）に代わった。「ニコラエフスクの支配階層市民102名が日本軍を呼んだ」という資料も、ソ連側にはあり、日本側も「尼港市民と内外居留民（イギリス人などもいた）が日本海軍陸戦隊の上陸を請願した」と記している。
ニコラエフスクとその周辺では、白衛軍系の守備隊が治安維持にあたっていた。1919年の夏には将校以下350人ほどの人数がおり、日本軍と協力していた。

### 尼港在住の日本人と駐留日本軍

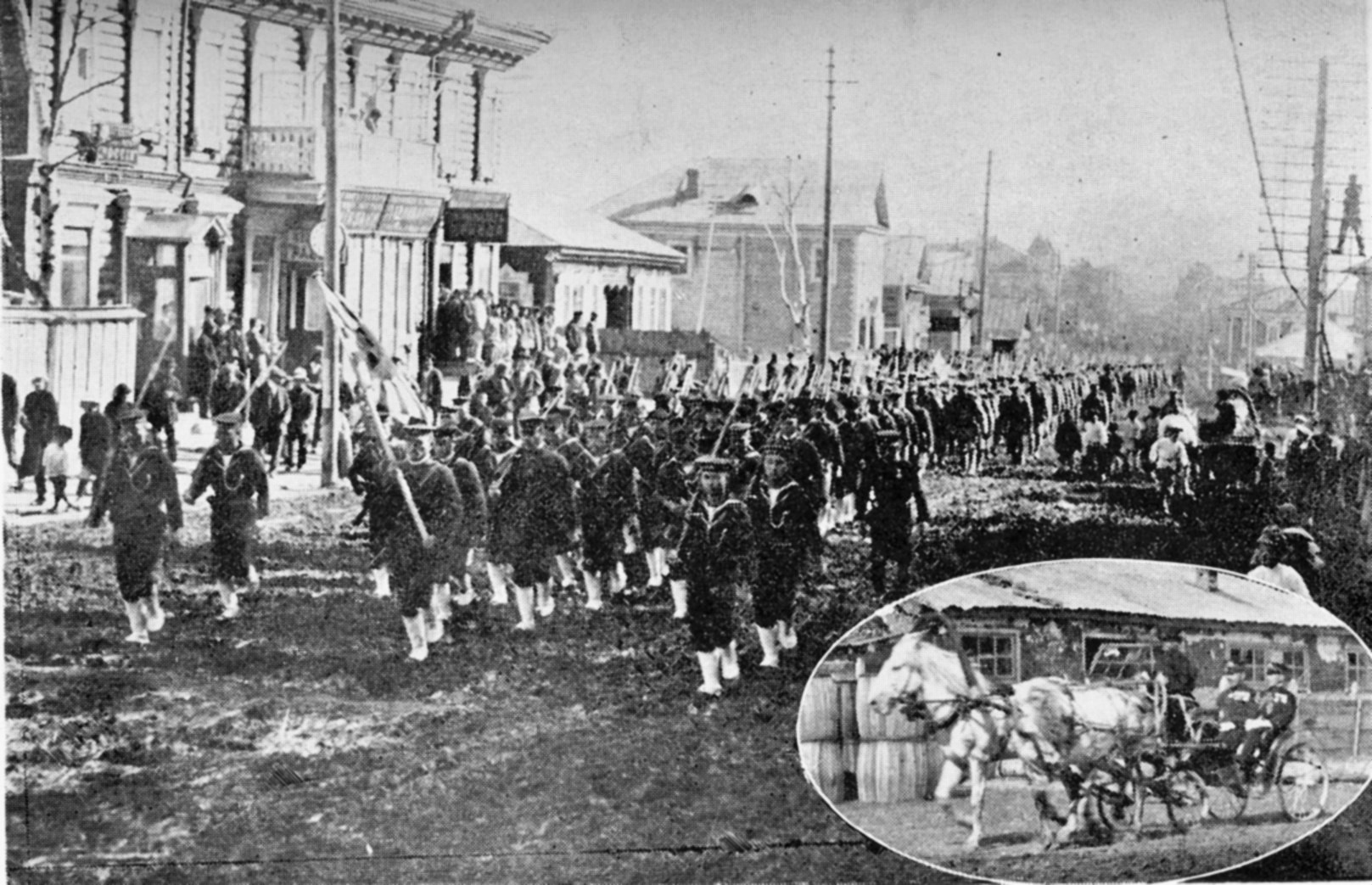
1918年9月、尼港に到着した日本海軍陸戦隊

ニコラエフスクにおける日本企業進出の中心は、1896年に島田元太郎が設立した島田商会であり、市内随一の商社となっていた。ロシア革命による経済混乱期には自らの肖像入り商品券を流通させるほどの信用が築かれていた。
ニコラエフスクにおける漁業を事業として成立させたのは日本人だったが、1901年に日本人の漁業は禁止され、1907年に調印された日露漁業協約においてもニコラエフスク近辺は対象からはずされたため、ロシア人と共同経営をしていた島田商会などをのぞき漁業関係者は撤退した。しかし海産物の交易は続き、第一次世界大戦による食糧不足でロシアの国内需要が急増するまで、ニコラエフスクの主要海産物であった鮭の主な輸出先は日本であり、居留邦人の数が多かったため領事館が設けられていた。
事件の一年前、1919年（大正8年）1月の調査によれば、ニコラエフスクの人口は12,248人で、そのうち日本人は291人だった。1919年（大正8年）6月調査（1920年6月16日の外務省公表）では、日本人は領事以下353人（男169人、女184人）となっている。職業の主な内訳は商業、大工、指物、裁縫業、理髪、金銀細工、錺職等であった。日本人で唯一ニコラエフスク市商業会議所の議員であった島田元太郎は別格として、他に大きな商店を営む日本人としては、米、小間物、木材などを扱う川口力太郎、雑貨商の川内多市、溝上乙吉、菓子パン製造業の百合野熊次郎などがいた。
なお、1918年1月調査の日本人数は499人であり、男女比はほぼ半々であった。職業についている女性としては、娼妓90人、家事被雇人（家政婦や乳母、女中として雇われている者）61人が主であり、残り100人の女性には既婚者が多いのではないかと思われる。
日本軍のニコラエフスク駐留は、1918年9月海軍陸戦隊の上陸に始まった。同月のうちに陸戦隊は、陸軍第12師団の一部と交代し、1919年5月第14師団の部隊が交代した。また海軍は、航行可能な夏期にはニコラエフスクを根拠に沿岸警備を行っていたため、無線電信隊を常駐させていた。

### 尼港の中国人と中国艦隊

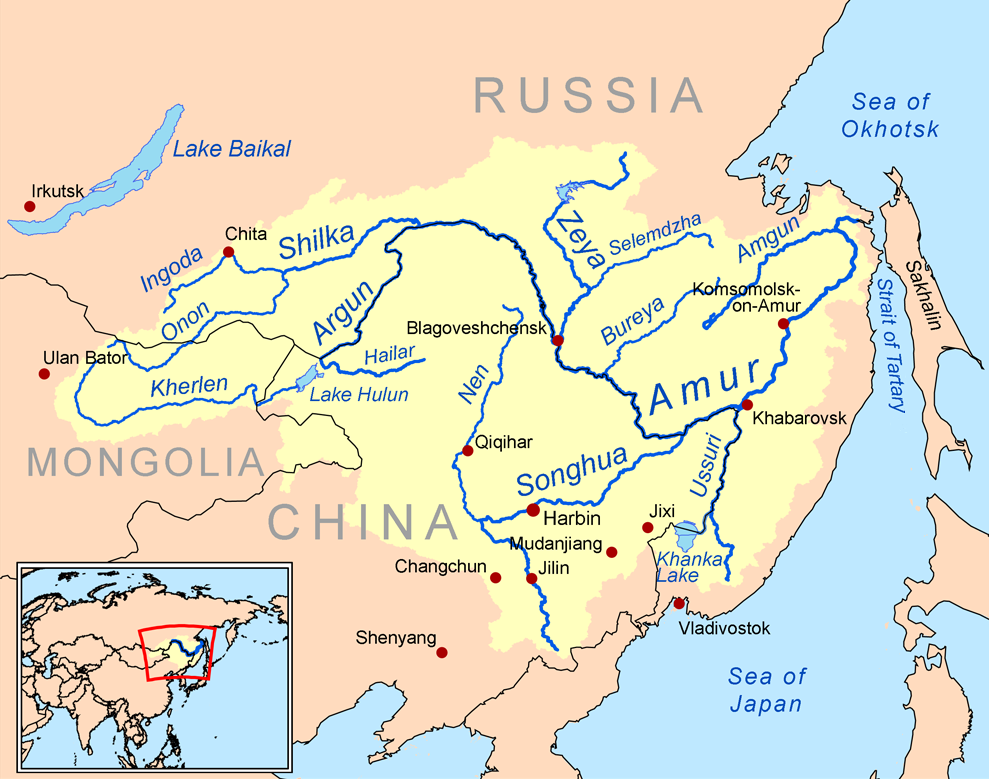
アムール川の河口の港湾都市がニコラエフスク。中国艦隊は日本海から間宮海峡を抜けてアムール川へ侵出した。

ニコラエフスクに住む中国人は、1919年1月の調査でおよそ2,314人であり、うち女性は15人にすぎず、男性の単身者が圧倒的に多かった。市内には、ある程度裕福な商人などもいて、中国人居留民会を組織していた。この自治会は、秩序を乱す者を市外へ追放したりもしていて、ロシア人指導者層から信頼を得ていた。
1919年9月、中華民国海軍の艦隊がアムール川に姿を現した。江享、利綏（旧ドイツ海軍「ファーターラント」, de）、利棲（旧ドイツ海軍「オッター」, de）、利川の砲艦4隻（利川は運送船ともいわれる）である。これは、ロシア内戦の混乱の中で、シベリア河川の航行権を拡張しようとする中国の試みだったが、コルチャーク政権はロシア政権の弱体化につけこむ行為として航行を認めなかった。ハバロフスクに向けて航行する中国艦隊は、白軍のアタマン・カルムイコフの砲撃を受けてニコラエフスクへ引き返し、やむなく越冬することになった。
中国艦隊のニコラエフスク入港までには、紆余曲折があった。入港直前の8月には内満州において日中両軍が衝突する寛城子事件が起きていた。当時、日本は北京政府と日支共同防敵軍事協定を結んでおり、中国は連合国の一員として、巡洋艦海容をウラジオストクに派遣していた。北京政府は、ロシア側が日本の艦船のアムール川航行を黙認しているにもかかわらず、中国船の航行を認めないことはアイグン条約に反するとして交渉していたが、ロシア側は認めず、中国側は、日本がロシアにそうさせているのではないか、と疑っていた。北京政府は、日、米、英、仏各国に、ロシア側との仲介を依頼したが、アメリカをのぞく各国の反応は冷淡であり、中国側は、日本がこの問題のイニシャティブをとっているとの確信を強めた。一方、ウラジオストクの日本全権は、この問題に日本が関係する意志がないことを中国側に明言し、中国艦隊のニコラエフスクでの越冬について、コルチャーク政権にとりなした。しかし、中国の新聞は日本の航行妨害を書き立てているとして、10月1日、北京の小幡酉吉公使は、北京政府に抗議している。
日本の航行妨害については、当時から中国の新聞記事になっていただけに、現在の中国でも事実として受けとめられ、極端な場合は、日本軍が中国艦隊を砲撃した、というような話になっていたりもする。
ニコラエフスクの華僑商業会議所は、食料の提供などで艦隊を援助していた。中国艦隊には、領事・張文換が乗り込んでおり、ニコラエフスク当局は砲艦の乗組員こそ歓迎しなかったものの領事の歓迎会は催した。また日本領事も歓迎会を開いて交流を持ち、パルチザンが街に迫るまでの関係は悪いものではなかった。
しかし、パルチザン部隊には数百人規模で中国人が加わっていた。1920年6月19日に中国領事は会談した津野一輔少将に中国人の過激派は300人であると説明している。事件後に尼港から脱出できたアメリカ人マキエフは600名であるとし、参謀本部編『西伯利出兵史』は900名としている。これについて『ニコラエフスクの破壊』の著者のロシア人ジャーナリスト・グートマン は「最下層階級の者達であって、社会的不適合者」とし、「中国人商人達は同胞パルチザンを疎んでいた」という。一方、 原暉之は、市内で編入された者ばかりではなく、「尼港周辺の鉱山労働者が加わっていたのではないか」としている。ニコラエフスク進軍に先だち、中国人パルチザンは赤軍宣伝部指導者のニーナ・レベジェワからロシア女性の引き渡しを受けることを約束され証文を交わしていたが、後日、中国領事の抗議によって反故にされることとなる。

### パルチザンの進軍
1919年11月、ハバロフスク地方アナスタシエフカ村で、沿アムール地方パルチザン部隊指揮官協議会が催された。この会において、ソビエト権力復活のために、アムール川下流地帯にパルチザン部隊を派遣することが検討され、指揮官にはヤーコフ・イヴァノーヴィチ・トリャピーツィン が任命された。トリャピーツィン率いる部隊は、二ヵ月あまり諸村をめぐって人員を募り、一月半ばにアムール河口のニコラエフスクを包囲したときには、4,000人以上の部隊にふくれあがっていたという。人数が多数に上ったことについては、強制動員されたという証言もある。

### 朝鮮人パルチザン

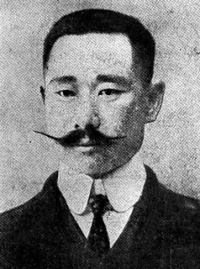
シベリアで朝鮮人への朝鮮共産革命を指導した李東輝

1919年1月、ニコラエフスクに住む朝鮮人（日本国籍）は916人で、日本人の3倍ほどだった。当時、朝鮮人の国籍は日本であり、材木商や牧畜業を営む日本商店に雇われた朝鮮人などもいた。しかし、ロシア国籍を持った高麗人もいて、それを加えるともっと多かったと思われる。
赤軍パルチザンに占領された後のニコラエフスクにおける朝鮮人過激派（パルチザン）の数には諸説がある。中国政府の調べは1,000名、アメリカ人マキエフも1,000名という数字を挙げ るが、参謀本部編『西伯利出兵史』は400-500名としている。朝鮮人過激派は掠奪した軍服を着用していた。
朝鮮人パルチザンが、中国人のそれと違っていたのは、抗日独立運動の一環としてパルチザン部隊に加わる者が多数いたことである。ウラジオストクにいた朝鮮独立運動指導者李東輝が、ウラジーミル・レーニンから資金援助を受け、赤軍と協力する方針が示されていた。同地の朝鮮人には日本の朝鮮進出に伴い土地・小作権等を失って、あるいは日本統治を嫌って、同地に移住してきた者も多かったため、もともと朝鮮人パルチザンは日本人そのものに対する憎しみが強かったともいわれる。
グートマンによれば、ニコラエフスクの朝鮮人は近郊で農業を営む者が多く、市内では富家の使用人がほとんどで、商人はごく少なかった。「ボルシェヴィキに入ることに無関心」だったが、トリャピーツィンが朝鮮独立への赤軍の援助を確約したことで、市内の韓人会は部隊を組織し、パルチザンの傘下に入ると忠実な手先となり、監獄の監視、死刑執行などを確実に行ったが、軍規は厳格で、徴発、没収、略奪には参加しなかった。原暉之によれば、グートマンが述べている「軍規が厳格な朝鮮人部隊」とは、韓人会書記のワシリー朴を中心として、パルチザン進駐後にニコラエフスク市内で編成された100名ほどの第2中隊である。外部から来た朴イリア率いる第1中隊（サハリン部隊の名で知られる）は、横暴で士気が低かった。

## 事件の経過

### 包囲される尼港
1919年11月、コルチャーク政権が崩壊したことによって、白軍は求心力をなくし、勢力を弱めていた。ニコラエフスクにおいても、近郊の村々が次々に占領されていたが、白軍の反撃はことごとく失敗に終わった。白軍司令部は、日本軍の支援なくしてパルチザンに対することができなくなったことを悟ったが、1920年1月には極東の指令本部があったウラジオストクでも政変が起こり、そこで日本軍が白軍を支持しなかったことが手伝い、日本軍との関係も微妙なものになっていた。市内においても、港湾労働者などを中心に、パルチザンの到来を待つ人々も増えてきていた。

#### パルチザンの攻勢
冬期（11月から5月）のニコラエフスクは、港が氷に閉ざされ、陸路のみとなる。ニコラエフスクに駐屯していた第14師団の主力は、ハバロフスクにいたが、その間は、氷結したアムール川の氷上通行があるのみだった。しかも、パルチザンが横行するようになった1919年の末ころから、それも不可能に近くなっていた。
1919年10月、ハバロフスク・ニコラエフスク間のロシアの電線をパルチザンが遮断し、街と外部との連絡は、日本海軍の無線電信に頼るのみになっていた。
1920年1月、ニコラエフスクに駐留していた日本陸軍は、石川正雅少佐以下、水戸歩兵第2連隊第3大隊のおよそ300名に、通信、衛生、憲兵、野戦郵便局員を加えて、330余名だった。海軍は、石川光儀少佐、三宅駸吾少佐 以下40数名だったので、総計370余名である。
白軍の弱体化により、ニコラエフスク市内の治安維持は、白軍司令官メドベーデフ大佐を前面に出しながらも、実質的には日本軍が担うことになり、1月10日には、夜間外出禁止令などが布告され、戒厳に近い状態となった。
1月23日、300人ほどのパルチザン部隊が、氷結したアムール川の対岸から、ニコラエフスクを襲撃してきたが、ロシアの旧式野砲を修理して用意していた日本軍が、砲撃を加えたために、すぐに退散した。
翌24日と26日には、三宅海軍少佐と石田虎松副領事 より、海軍軍令部長および外務大臣に対し、陸戦隊の派遣を求める無線連絡があり、ニコラエフスク救援隊派遣の検討がはじまった。

#### トリャピーツィンの使者
この24日、トリャピーツィンの使者オルロフが日本軍守備隊を訪れて、ニコラエフスクの明け渡しを申し入れたが、守備隊長は「このパルチザンは強盗団である」という認識から、白軍の求めに応じて、白軍探偵局へオルロフを引き渡した。白軍は、引き取った使者オルロフを殺してしまった。
実はオルロフは、実際に山賊をしていたという証言もある。虐殺から生きのびた市民E.I.ワシレフスキイ（課税評価人）が、1920年7月の宣誓証言で、こう言っている。「オルロフは、1918年のボルシェビキ委員のベベーニンとスレポフとともに逃亡し、逮捕処刑されるまで、山賊をやっていた」
オルロフの処刑について、スモリャークが述べるソ連側の言い分では、「白軍は使者を残虐に責め殺した」ということである。一方、白軍将校の中で奇跡的に虐殺をまぬがれたグリゴリエフ中佐 は、次のように証言している。「パルチザンが町に入った後、彼らは軍使オルロフの死体を発見した。トリャピーツィンの命令で、ロシア人および日本人医師からなる委員会が組織され、オルロフの死体を検視した。そして、銃痕以外には、なにも傷がないことが確認された。（両耳は鳥につつかれていたが、それは死後に起ったことである）私は、このことを委員会の一員だったポブロフ医師から聞いた」
リューリ兄弟商会の社員だったYa.G.ドビソフにも、同じような証言がある。「トリャピーツィンによって公開された情報は、実際の事実とは一致しなかった。『我らの軍使オルロフは、拷問によって殺され、このことは国際調査団によって確認された』という彼の主張は全くのデタラメであった。反対に、ロシア人と日本人の医師からなる調査団は、オルロフの死体を検査し、数ヶ所の銃弾の痕以外は、他に傷がないことを証明した。私は、ボブロフが、調査団のロシア人医師の一人であったことを覚えている。トリャピーツィンは、この結論に大変不機嫌であった。そして、検査の報告を公表しなかった」
木材工場主のI.R.ベルマントもこう証言する。「トリャピーツィンは町に入市するとすぐ、ロシア人と日本人の医師、住民の代表からなる合同委員会を任命した。委員会は、数発の弾痕以外、オルロフの遺体には、何らの傷あとも、拷問のあとも認められない、と断定した。このことは、委員会のメンバーだった、ユダヤ人住民代表のデルザベットとボブロフ医師に聞いた。トリャピーツィンは以前から、オルロフは拷問によって殺された、と触れ回っていたが。委員会によってその結論が出たにもかかわらず、同じ事を言い続けた」

#### チヌイラフ要塞と日本海軍無線電信所への攻撃

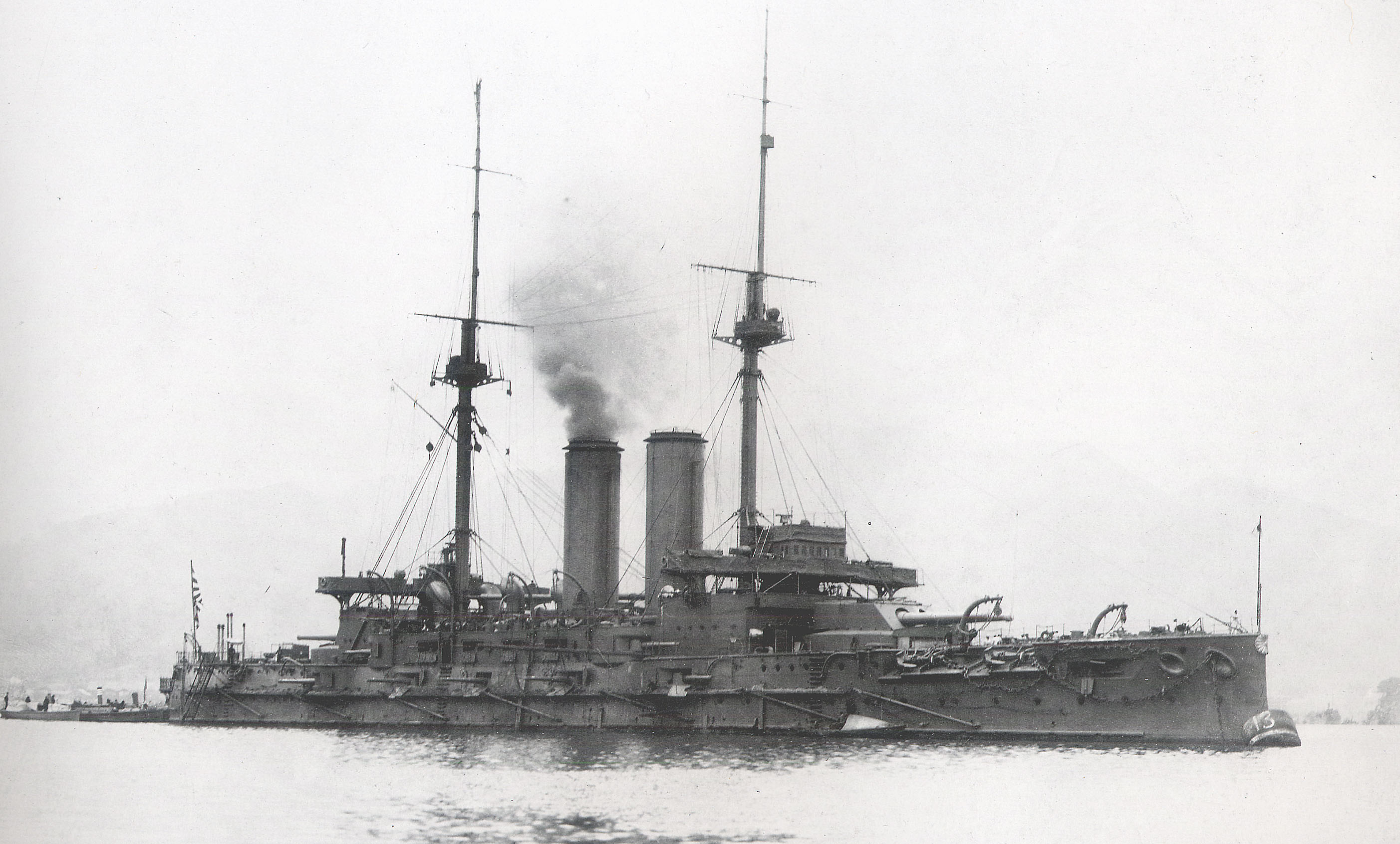
ニコラエフスク救援に向かった戦艦三笠。堅氷に阻まれ救援は失敗した

ニコラエフスクの町の入り口は、町から10キロあまり離れた丘陵地帯にあり、町を一望できるチヌイラフ要塞によって守られていて、その近在には、日本海軍の無線電信所があった。
すでに白軍にはチヌイラフ要塞にまわす兵力がなくなり、日本軍が守備を引き受けていた。
1月28日、パルチザンの斥候8名がチヌイラフ要塞に姿を現し、戦いは始まった。翌29日、小競り合いがあり、チヌイラフ要塞とニコラエフスクの間の電線がパルチザンによって切断された。2月4日になって、ブラゴエシチェンスクにいた第14師団長白水淡中将からニコラエフスク守備隊へ、「パルチザン側から日本軍を攻撃してこないかぎり、自ら進んで攻撃をすることはやめよ」という新方針の無線連絡があった。要塞守備隊の人数が少なかったところへ、この指示が来て、翌5日には要塞を明け渡した。2月7日、要塞を占領したパルチザンは、海軍無線電信所を砲撃してきて、電信室が破壊された。やむなく陸海の守備隊はニコラエフスクへ引き上げることに決したが、その際の戦闘で、陸軍兵2名が死亡し、榊原機関大尉は下腹部貫通銃創の重傷を負い（後日死亡）、陸海各1名が軽傷を負った。
これにより、ニコラエフスクと外界との連絡網はすべて絶たれた。これ以降、日本軍守備隊は全て現場部隊の判断として行動せざるをえなくなる。守備隊は日本軍のシベリア出兵の一環としているものであったため、建前としてはロシアの内戦に中立であったが、何らかの任務を帯びてニコラエフスクに駐留していたはずであり、にもかかわらず、この後、軍上級からの指示等もなく尼港を開城したことは、やむなく条件付き降伏をせざるをえなかったものと考えられている。
最後の無線連絡で、事態を知った陸軍当局は、ニコラエフスクへの増援を検討したが、各地で不穏な情勢が続いていたため、ウラジオストク、ハバロフスクともに兵員の余力が無く、可能になり次第、本土から増援部隊を送ることとした。2月13日、北海道の第7師団より増援部隊を編成する手続きをとった。一方、海軍は、北樺太（北サハリン）のアレクサンドロフスクからも不穏な情報が入っていたことから、三笠と見島（砕氷船）を視察に出したが、ニコラエフスクの方は堅氷に閉ざされて、艦船の近接、上陸は不可能だった。結局、陸軍の増援は延期された。

### 尼港の開城
ニコラエフスク開城の条件は、日ソで見解が食い違っている。開城の条件は、次項で述べる日本軍決起の原因にも深くかかわってくるので、ここで、開城の経緯とともに子細に双方の主張をまとめる。

#### 尼港開城の経緯
チヌイラフ要塞を占領したパルチザンは、ニコラエフスクに砲撃を加えたが、それほどの被害はもたらさなかった。2月21日、砲撃は止まり、トリャピーツィンは再び使者を派遣して、「我々に町を引き渡さなければ、砲撃で破壊する」という手紙を、日本軍守備隊に届けた。
同じ21日、トリャピーツィンは、ハバロフスクの日本軍無線電信所宛にも、「ニコラエフスクの日本軍は通信手段を失っているので、われわれの無線電信仲介によって、そちらが戦闘停止を指示してもらいたい」と打診していた。この報を受けて、陸軍当局は、ウラジオストクの派遣軍に「ニコラエフスクにおける衝突は、パルチザンの攻撃に始まっているのだから、わが日本の守備隊は正当防衛をしているにすぎず、以降、日本軍と居留民に損害が出たならば、その責任はパルチザン側にある。パルチザンは攻撃を中止し、日本の守備隊が無線電信を使えるようにして、守備隊長石川少佐と、ハバロフスクの山田旅団長が直接連絡できるようにしてくれ」とパルチザンに回答するよう、指示した。
ニコラエフスクのロシア人指導者、市長と市参事会、地方議会の代表たちは、日本軍宛のトリャピーツィンの手紙を検討し、市民の命の安全と町の繁栄の保持を条件に、赤軍との交渉をはじめることを決めた。5日以来、外部とのすべての通信が遮断されていたため、他の都市の状況を知る手段もなく、それが知りたかったこともあって、ロマロフスキイ市議会議長、カルペンコ市長、ネムチノフ大尉が使者となり、トリャピーツィンが本営をかまえていたチヌイラフ要塞に向かった。トリャピーツィンは彼らを使者と認め、およそ以下のような条件を提示した。
1. 白軍は武器と装備を日本軍に引き渡す。
2. 軍隊と市民の指導者は、赤軍入城までその場にとどまる。
3. ニコラエフスクの住民にテロは行わない。資産と個人の安全は保障される。
4. 赤軍入城までの市の防衛責任は、日本軍にある。赤軍入城後も日本軍は、居留民保護の任務を受け持つ。

市の指導者たちは、これを受け入れる方向で動いたが、白軍は「赤軍はかならず裏切って、合意はやぶられる」と主張し、開城を受け入れなかったので、最終的な判断は、日本軍にゆだねられた。
2月23日、パルチザンの無線を通して、白水師団長から守備隊長の石川少佐宛に、「パルチザン部隊が日本の居留民に害を加えたり、日本軍に対して攻撃的態度をとらないかぎり、これまでのいきさつにこだわらず、平和的解決に努めよ」との指令が届いた。石川少佐は海軍と相談し、24日から停戦に入り、28日、パルチザン部隊と講和開城の合意が成立した。

#### 尼港開城の条件
尼港開城にあたって、日本軍とパルチザンの間でかわされた合意条項に関して、双方の見解を比較する。
まず日本側だが、『西伯利出兵史要』は「日露（パルチザン）両軍が治安を維持すること。裁判なくして市民を銃殺しないこと。ほしいままに市民を捕縛したり、略奪したりしないこと」が合意事項であったようだとし、『西伯利出兵 憲兵史』は「ニコラエフスク市内においては反革命派を検束しないこと。規定数以上のパルチザンを市内に入れないこと」だったのだろうとする。
一方、スモリャークが述べるソ連側の見解では、一応、日本側は交渉の席で、「人格と住居の完全な不可侵、白軍や官吏、政府機関職員を含む全市民の財産の不可侵。過去の完全な免責。新政権と同一の見解に立たない白軍の全将校と兵士は、日本軍司令部の保護下におかれ、航行が再開され次第、その護衛の下に自由に外国に出国する権利をもち、また出国にいたるまでの期間軍服を着用する権利を保持する」という保障を求めたが、パルチザン側はこれを認めなかった、としている。原暉之もまた、ソ連側文献を根拠に、日本側からは「砲を日本軍にわたすこと。入市するパルチザンの数を制限すること。新政権と意見のあわない将兵は日本軍と日本領事館の保護を受け、解氷とともに出国する権利を保障されること」といった条件が出されたが、パルチザン側はこれをつっぱね、日本軍が折れて合意に達した、とする。
これに関して、事件直後の宣誓証言から、引用する。

#### ブラゴヴェシチェンスクの場合

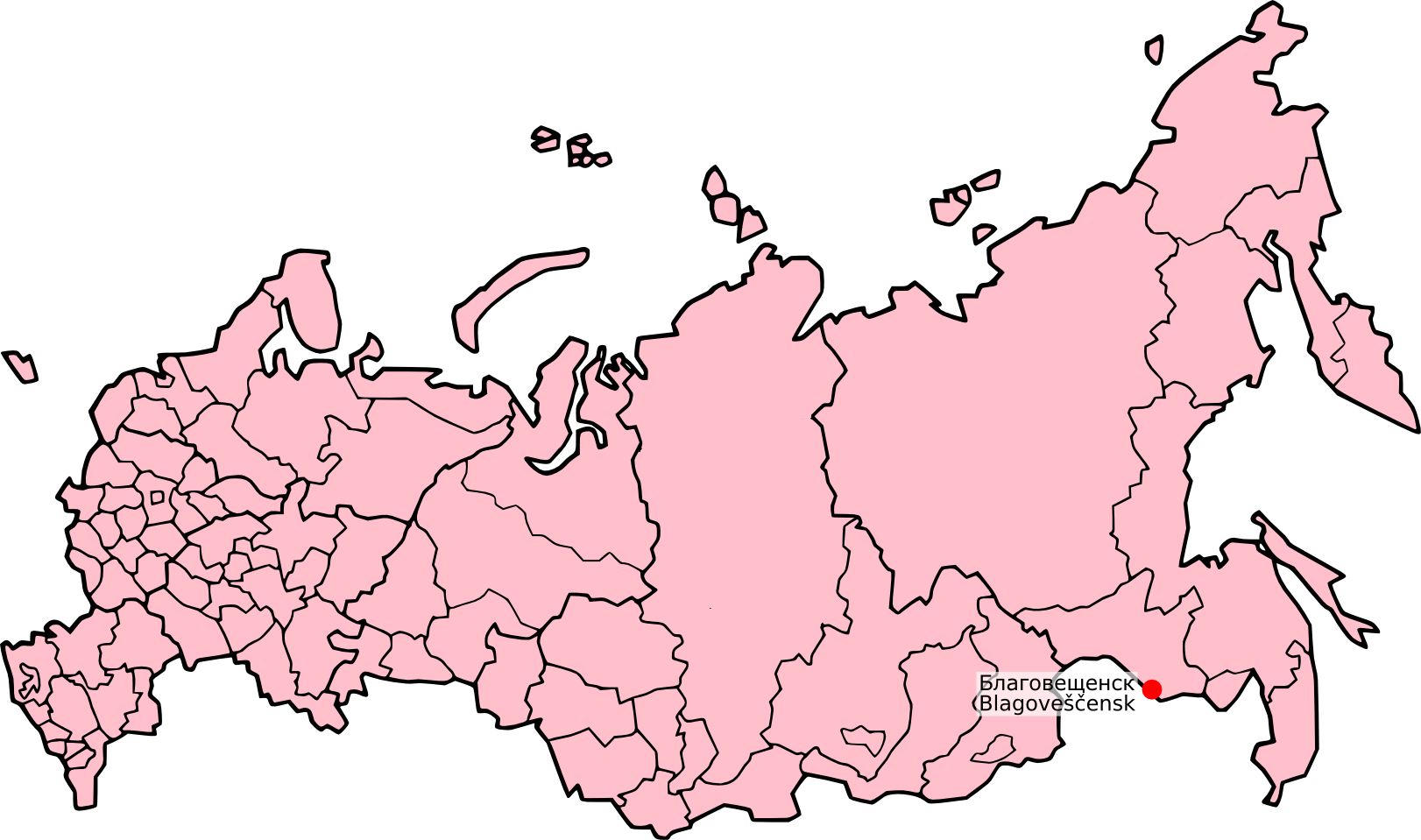
右下赤点がブラゴヴェシチェンスク（2007年のロシア地図）

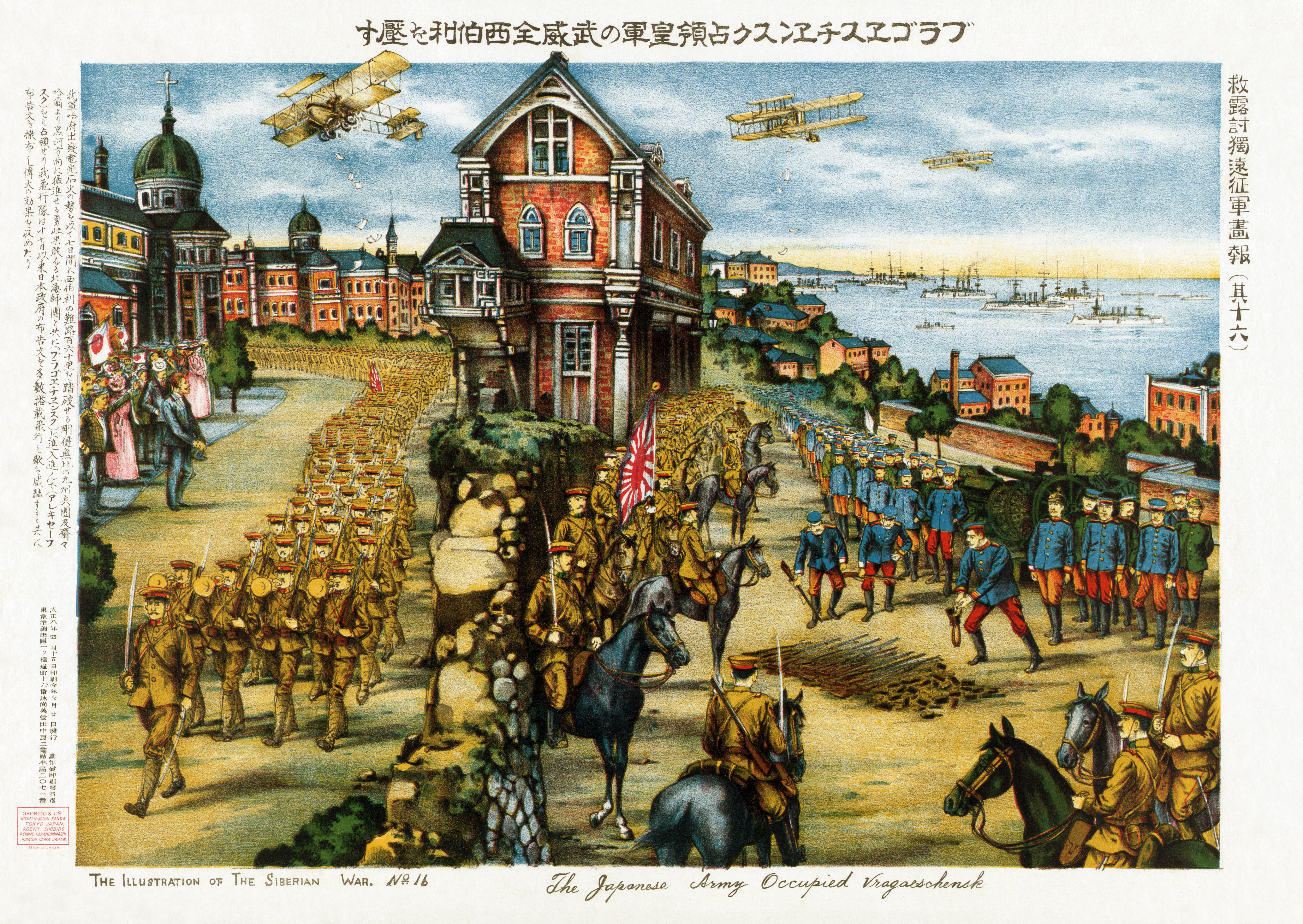
1918年、ブラゴヴェシチェンスクに入城する日本軍と日の丸を振って出迎える市民などを描いた作品。空からは航空隊により布告文が撒かれた。『救露討獨遠征軍画報』より

ちなみに、ニコラエフスク開城交渉に先立つ2月5日、アムール川を遡った内陸部にあるブラゴヴェシチェンスクにおいても、政変が起こっていた。赤軍が政権をとるにおよんで、白軍などは家族とともに日本軍に保護を求めてきたが、ここでは白水師団長が自ら赤軍側と交渉し、「一般人民の生命財産の安全を保障し、市内の安寧秩序を確保すること。市内にこれ以上の武装勢力を入れないこと」などを求めて、ついに呑ませ、白軍の軍人も助けた。日本軍は政治的中立は守るけれども、治安維持に責任を持っている以上、ロシア人の生命、財産の安全にも口をはさむ、という姿勢だったのである。なお、ブラゴヴェシチェンスクでは1900年に清国人3,000人がロシア軍によって虐殺されるアムール川事件が起きている。

#### 開城合意の波紋
2月27日、ニコライエフスクの市民代表団と赤軍の間で、開城合意文書が調印された。同日夕刻、市のホールで報告会が開催され、代表団の一人、市議会議長のコマロフスキイが、開城にあたっての条件に関して市民に報告した。代表団のメンバーは、メンシェビキおよび社会革命党だったが、このとき、政治的に相容れないはずのボルシェヴィキ革命の勝利を、心から歓迎していた。
白軍のメドベーデフ大佐は、合意文書調印の夜、日本軍の本部を訪れてこれまでの謝辞を述べ、自宅に帰って自決した。参謀長スレズキンと、諜報機関の将校2人も、メドベーデフ大佐にならって命を絶った。グートマンは、「彼らは、仲間の将校や、ニコラエフスクの市民より幸福であった」としている。

### 日本軍決起の要因
パルチザンのニコラエフスク入城は2月28日正午に行われた。日本軍の決起は、3月12日未明に始まった。この項では、その間の状況とともに、決起に至った要因の研究状況をまとめる。

#### 赤軍支配下の尼港
ニコラエフスクに入城したパルチザン部隊は、資産家の自宅や公共施設、アパートなどを接収し、分宿した。入城セレモニーの後、トリャピーツィンは、赤軍司令部によって、自身がニコラエフスク管区赤軍の司令官に任命されたことを宣言し、本部はノーベリ商会の館に置くことと、赤軍の人事を発表した。参謀長はナウモフ。レホフとニーナ・レベデワ・パウロウナ・キャシコが本部宣伝部門指導者。チェーカー3人、軍事革命裁判所メンバー5人、などである。続いて、全公共機関には監視員が派遣され、印刷所が接収されて、町の新聞はすべて発行禁止となった。またすべての職場で労働組合を組織することが命令され、組合員に加入しなかったり、受け入れられなかった者は、「人民の敵として抹殺される」と発表された。同時に、チェーカーとパルチザン部隊の活動が始まり、公共機関、ビジネス界で重要な地位にある市民たちの資産没収、逮捕が発令された。
ソ連側文献によれば、2月29日、ニコラエフスクにおいて第一回州革命執行委員会が開催され、ロシア人が所有する大企業、銀行、共同組合を国有化し、ロシア人所有の小企業と外国人所有の大企業を監査して、必要な場合は徴発することが決められた。また組合員となった市民の労働に対しては、現物支給を行い、配給制が計画されていた。
最初の逮捕者は、400人を超えたといわれる。白軍の将校にはじまり、ついで白軍兵士や出入り商人、企業家、資産家、立憲民主党員、公務員、知識人、聖職者、個人的にパルチザンの恨みを買っていた者 など、女性も年少の者も区別無く投獄され、拷問にあい、処刑された者も多数にのぼった。
銀行や企業、産業、商業の国有化が開始され、投獄された人々の資産は没収された。徴発委員会が組織され、個人宅に押し入って金銭、貴金属類などを奪ったが、それに名を借りて、個人的な略奪も横行した。逮捕者の数は増え続け、ニコラエフスクの住人は、パニックに陥っていた。

#### 決起についての日ソの見解
1920年6月30日、日本外務省公表の『尼港事件ニ関する件』によれば、ニコラエフスクにいた中国領事や惨殺を逃れたロシア人たちの話、新聞情報を総合して、日本軍決起の要因は次のようなものだった。「日本軍はパルチザンとの間に協定を結び、白軍を虐殺しないこと、としていたが、パルチザンは約束を破って惨殺した。またパルチザン部隊は、ニコラエフスク市内で朝鮮人、中国人を集めて部隊を編成し、革命記念日に日本軍を抹殺するとの風評が流れた。3月11日午後になって、日本軍は武装解除を求められ、しかも期限を翌12日正午と通告されたので、自衛上、決起した」
『西白利出兵 憲兵史』も、事件直後の外務省見解と基調は変わらず、決起にいたった状態を次のように述べている。「開城の合意条項において、ニコラエフスク市内では白軍であっても検束しない、ということになっていたにもかかわらず、入城するや否や、ほしいままに白軍、有産者を捕縛、陵辱、略奪し、日本軍に保護を願ってくる者が多数にのぼった。そこで、守備隊長の石川少佐は石田虎松領事と相談して、3月10日、トリャピーツィンに暴虐行為をやめるように勧告したが、かえってトリャピーツィンは、日本軍に武器弾薬全部の貸与方を要求して、翌12正午までの回答を迫った」。
事件により、400名近い日本軍守備隊は全滅したにもかかわらず、ある程度、戦闘状況などがわかったについては、ニコラエフスクの廃墟から、香田一等兵の日記などが発見されたためである。原暉之は、香田日記の表現が、「武器弾薬ノ借受ヲ要求」となっていることから、トリャピーツィンが日本軍に武装解除を迫ったという日本側の見解に疑問をはさみ、次に述べるソ連側の言い分に理解を示す。
ソ連側、スモリャークの論文では、事件に関係した赤軍の一人、オフチーンニコフの回想録により、「赤軍と日本軍の関係は友好的なものであった。しかしながら、これは日本側が赤軍を欺いていたのである」とし、「日本軍は講和条約の条件を破り、突然攻撃してきた」と結論づけられている。
これは、日本軍決起鎮圧直後に、トリャピーツィンがニーナ・レベデワ（ナウモフの死により参謀長になっていた）と連名で、各地に打電した声明文に基づいた回想と思われる。トリャピーツィンは、日本軍との友好関係を、次のように宣伝していた。「日本軍将校達は、頻繁に我々の本部を訪れて、仕事をする以外に、友人であるかのように議論に加わったり、ソビエト政府に対する賛同を表明したり、自分達をボルシェヴィキと呼んでみたり、赤いリボンを服に着けたりしていた。彼らは、武器の供給であるとか、その他可能なあらゆる方法で、赤軍を援助すると約束した。しかし、後に明らかになるように、それは、計画していた裏切り行為を隠蔽するために、彼らが被った仮面に過ぎなかった」。これを真に受けたのか、実際にトリャピーツィンが白軍討伐のために武器を貸してくれるよう言ってきたことが、日本でも報じられている。
これに対して、虐殺を生き延びたE.I.ワシレフスキイは、1920年7月に、こう宣誓証言をしている。「パルチザン本部への、日本軍の攻撃は、3月12日の午前2時か3時ごろに始まった。その攻撃の前に、日本軍の武装解除の通告に関する件と、パルチザン本部に来た日本軍の人たちに行った、赤いネクタイにピンを付けさせるような件による侮辱と、一連の挑発的な行動によって意図的にパルチザン達が、情報を流しているとの噂が、広まっていた」
アメリカ人マキエフは赤軍はニコラエフスク市街に侵入後、旧ロシア軍人、官吏等2,500名を捕縛し、そのうち200名を惨殺するなどの暴虐を行ったため、日本守備隊長が抗議を申込むと赤軍は却て日本軍の武装解除を要求し、日本守備隊長がこれを拒絶しついに日本軍と赤軍との間に戦闘が開始されたと証言している。

#### 宣誓証言に見る決起の要因
事件生存者による1920年の宣誓証言から、日本軍決起の要因に関する部分を次に引用する。
Ya.G.ドビソフ「噂によれば、日本軍は、武器引渡勧告に対して、それを議論するために軍事会議を開かなければならない、旨を回答した。3月11日の夜に、参謀長ナウモフは石川を呼び、鋭い語気で、『交渉は、もう時間切れだ。もし、明日の11時までに武器を引渡さない時は、こちらも必要な処置を取る』と、彼に言った。私はこの話を、パルチザン本部で聞いた」
G.B.ワチュイシビリ（グルジア人）「3月10日に、日本軍は、『引渡しの条件の下では、ボルシェビキは何人をも逮捕することはできない。赤軍の処刑による“人々の抹殺”のような暴力行為が行われた場合には、日本軍は、それに対して行動を起こすであろう』と、書かれたビラを配った（同様のものが、赤軍が町に入る以前にも、配布されていた）。にもかかわらず、逮捕は続き、その数は日増しに増えていった。3月11日の晩に、赤軍は、反革命による犠牲者の葬儀を、翌12日に開催するので出席するようにとの招待と、その日の昼までに、保有する武器を引渡すようにとの勧告を、日本軍司令部に通達した」
V.N.クワソフ「3月12日午前2時、私たちは、大砲、機関銃、ライフルの音で目を覚ましました。そして、眠れぬ一夜を過ごしました。翌朝、日本軍が、赤軍の武装放棄要求を拒否して、攻撃を開始したことがわかりました」
I.R.ベルマント「3月11日午後5時、島田鉄工所の管理者で日本人の森氏が、電話をかけてきた。すぐに来てくれ、という。行ってみると、彼は、龍岡氏から今聞いたばかりだという話をした。軍関係者によると、トリャピーツィンが日本軍に対し、武器および機関銃を3月12日正午までに放棄せよ、と要求してきたと言う。私は尋ねた、『どうなるのだろうか？』『私の考えでは、日本軍司令部が武器を放棄するはずがない。その先どうなるかは、私にも見当がつかない』と、彼は言った」
『ニコラエフスクの破壊』の著者グートマンは、上のような証言を含む調査報告書をもとに、「日本軍本部は、血に飢えた人々に接収された町の中で、ボルシェビキの残虐な行為に対して、不平を言い、住民を困難な状況での避けがたい死から救うことを喜んでしようとする唯一の人間的な公共機関であった」とし、およそ次に要約するようなことを述べている。「赤軍が開城合意条項を裏切り、文化教養のある層を殺戮している中で、ロシア人はひそかに日本領事を頼り、日本人居留民も、次は自分たちではないかと不安を訴えた。日本軍は、毎日のように、合意遵守の必要を赤軍本部に訴え、略奪、殺人、拘束に抗議したが、無視され続けた。そこで、『日本軍と赤軍との合意条件の下では、市民の殺人、逮捕、資産の略奪は許されない』というビラを刷って配ったが、パルチザンによって破棄された。日本軍将校が、トリャピーツィン本人に抗議したときには、『内政問題なのであなた方には関係がない』と言い捨てた。しかし、トリャピーツィンにとって日本軍は邪魔だったので、挑発して片付けてしまうことを目論み、武装解除と武器引渡しを求める最後通牒をつきつけた」
『ニコラエフスクの破壊』の米訳者エラ・リューリ・ウイスエルも、次のように述べている。「ソビエト政府は、残酷な結末となった日本軍守備隊によるパルチザン部隊攻撃が、トリャピーツィンの挑発行為によって誘発されたものであることを絶対に容認しなかった。ソビエト側の文献では、ニコラエフスク占領は、英雄的パルチザンによる誉れ高い偉業として言及されている」

### 戦闘と虐殺

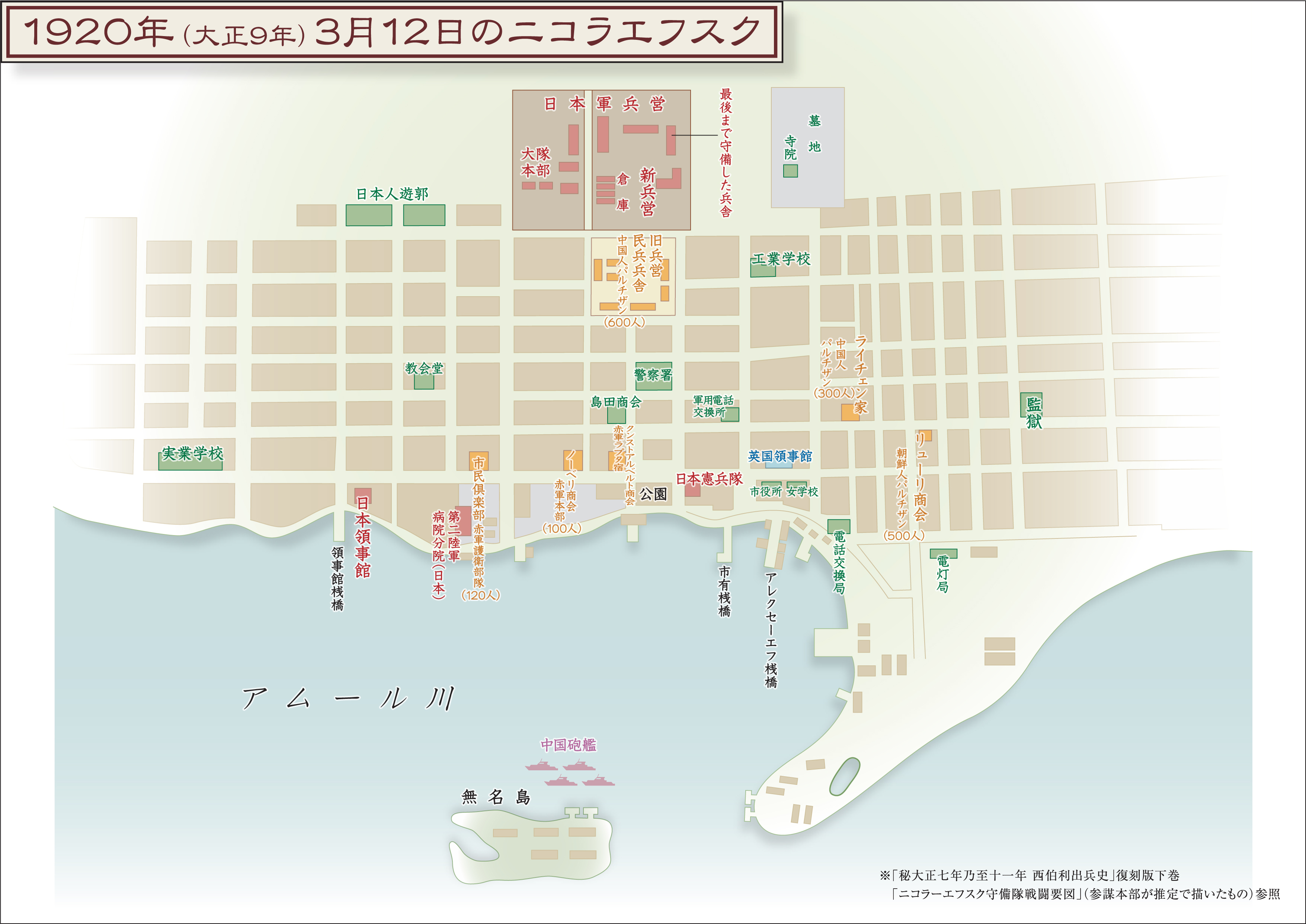
市街外れに日本軍兵営、中央に島田商会、アムール川沿いに日本領事館、第二陸軍病院分院（日本軍）、川面には中国艦隊が描かれている。

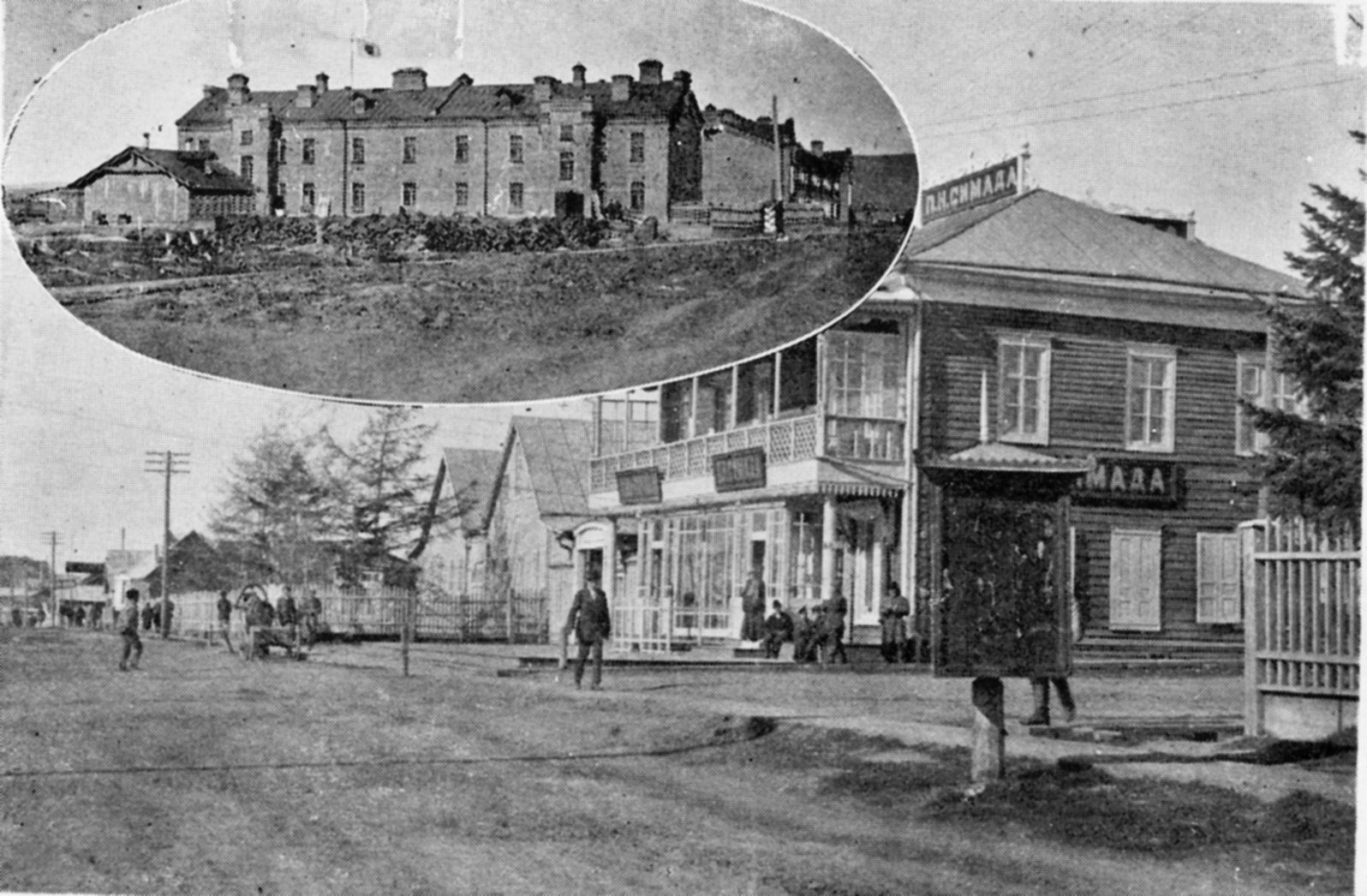
食料が備蓄されていたニコラエフスクの島田商会。上部の楕円の中は日本軍兵営。

日本軍決起にともなって、日本人居留民のほぼ全員が惨殺された。しかしソ連側文献は、「居留民の死の責任は決起した日本軍にあり、パルチザン側にはない」という見解をとっている。原暉之はこのソ連側の見解を受け、参謀本部編『西伯利出兵史』の「戦闘の局外にあった民間人が敵軍の手で皆殺しになったような書き方」に疑問を呈している。
この項では、決起後の日本軍の戦闘を追うとともに、居留民虐殺の状況についてまとめる。

#### 戦闘の経過

##### 日本軍戦闘序列
ニコラエフスクにおける日本軍の兵力概数と配置は、以下のようだった。
| 所属           | 兵力  | 所在               | 指揮官                     |
| -------------- | ----- | ------------------ | -------------------------- |
| 陸軍守備隊     | 290人 | 日本軍兵営         | 石川正雅少佐               |
| 陸軍憲兵隊     | 15人  | アムール河畔の宿営 |                            |
| 海軍無線電信隊 | 40人  | 日本領事館         | 石川光儀少佐、三宅駸吾少佐 |
| 在郷軍人など   | 70人  | 各所に散在         |                            |

##### 赤軍本部襲撃
計画は、およそ以下のようなものであったのではないか、と推測されている。陸軍部隊のうち、水上大尉率いる90人ほどが赤軍本部とその護衛部隊（ノーベリ商会と市民倶楽部）を襲撃。石川陸軍少佐は、60人ほどを率いて、赤軍本部付近の掃討をなしつつ北方から赤軍本部を攻撃する。後藤大尉率いる90名ほどについては、監獄を襲って、赤軍に捕らえられていた白軍や市民を解放しようとしていたのではないか、とされる。海軍部隊は、半分が赤軍本部の襲撃に参加し、半分は領事館の警備に残った。
日本軍は3月12日未明、赤軍本部を襲った。参謀長ナウモフが死に、トリャピーツィンも足を負傷したが、ニーナ・レベデワに助けられて逃げた。しかし、クンストアルベルト商会を宿舎としていた赤軍副司令ラプタは、攻撃の圏外にいて、ただちに分宿したパルチザン部隊に連絡をとり、指揮をとった。市街戦となり、数に劣る日本軍は劣勢となっていった。市街戦は、ほぼ2日間続いた。島田商会は、赤軍本部に近かったこともあり、義勇隊を組んだ島田商会の従業員の他、日本海軍兵らが立てこもったとされる。石川陸軍少佐がまず倒れ、12日夕刻、配下の生存者13名は、三等主計の指揮のもと、兵営に帰り着いた。水上大尉も、部下の過半数を失い、ある家屋にたてこもって闘っていた。同日、負傷兵3名がスヤマ歯科医のもとに身を寄せたが、パルチザンは大家のアヴシャロモフ一家を追い出すと家に火を付け爆弾を投げ込んだ。外に飛び出した日本兵は殺害され、歯科医は爆弾で首を吹き飛ばされ、夫人は焼死した。

##### 中国海軍による日本軍兵営への艦砲射撃

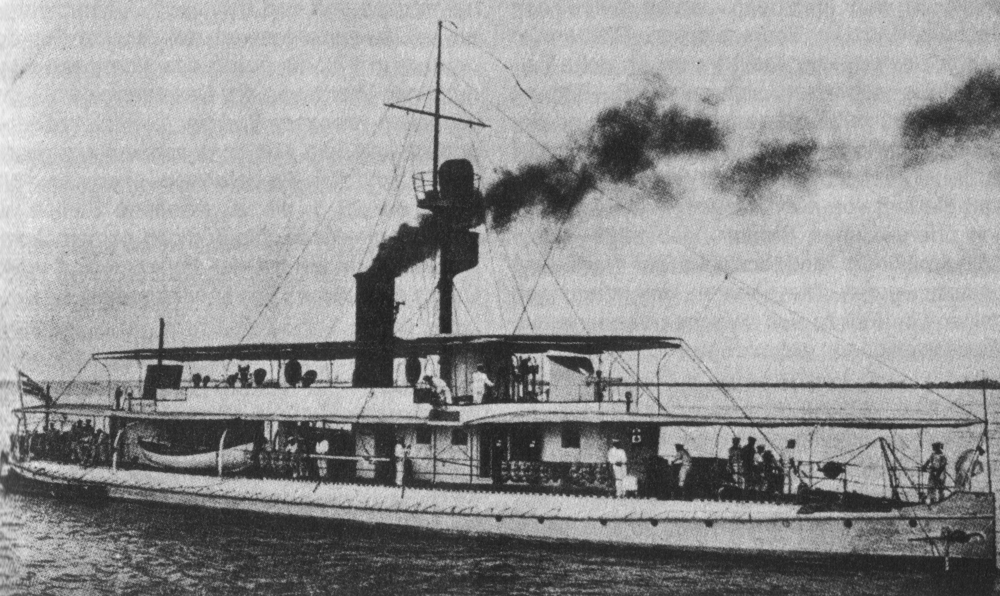
中国海軍砲艦「利綏」。前身のドイツ海軍砲艦「ファーターラント」（de）時代の写真。

3月12日、後藤大尉隊は、早めに兵営を出て街の東方のはずれにある監獄をめざし、捕らえられていた人々を解放しようとしたが、守備が厳重で果たさなかった。あきらめて、本隊に合流しようと市中を進むうちに市街戦になった。戦闘相手の中心は、リューリ商会とスターエフの事務所に宿営していた中国人、朝鮮人からなるパルチザン部隊だった。路上の後藤大尉隊は、建造物を占拠しているパルチザンから狙い撃たれ、手榴弾を投げられるなどで苦戦し、生き延びた30余名がアムール河畔の憲兵隊に合した。
3月13日、中国軍砲艦による砲撃で日本軍兵営を悽惨極めるほどに破壊された。憲兵隊と合した後藤隊の生存者は、砲撃してきた中国軍砲艦目がけて突撃して全滅したと思われると香田昌三一等兵は書きとめている。後の中国との共同調査結果では、内容は非公開とされ、日本側関係者も全員亡くなっているため確かなところは不明であるが、報告によれば、3月12日、日本兵数名が接近してきた（日本側主張では、砲撃を受けたため反撃をしようとしたとする）ため機関砲を掃射、3名の死体を事態隠蔽のために埋めたものと日本側では報じられている。11時には2月7日の戦闘で重傷を負った榊原海軍機関大尉が陸軍病院で息を引き取った。この砲撃と日本兵殺害は後に遺族への補償金支払要求を伴う日中間の外交問題となっている。また、中国艦側は、備砲の一部を赤軍側に貸与していたともいう。
払暁、水上大尉隊は包囲を突破して兵営に帰ることに決し突出し、水上大尉は戦死したが、20名ほどは河本中尉の指揮で無事帰り着いた。海軍部隊も攻撃に出た者はほとんどが倒れ、わずかな人数が領事館に帰った。

##### 日本領事館陥落と避難民への艦砲射撃

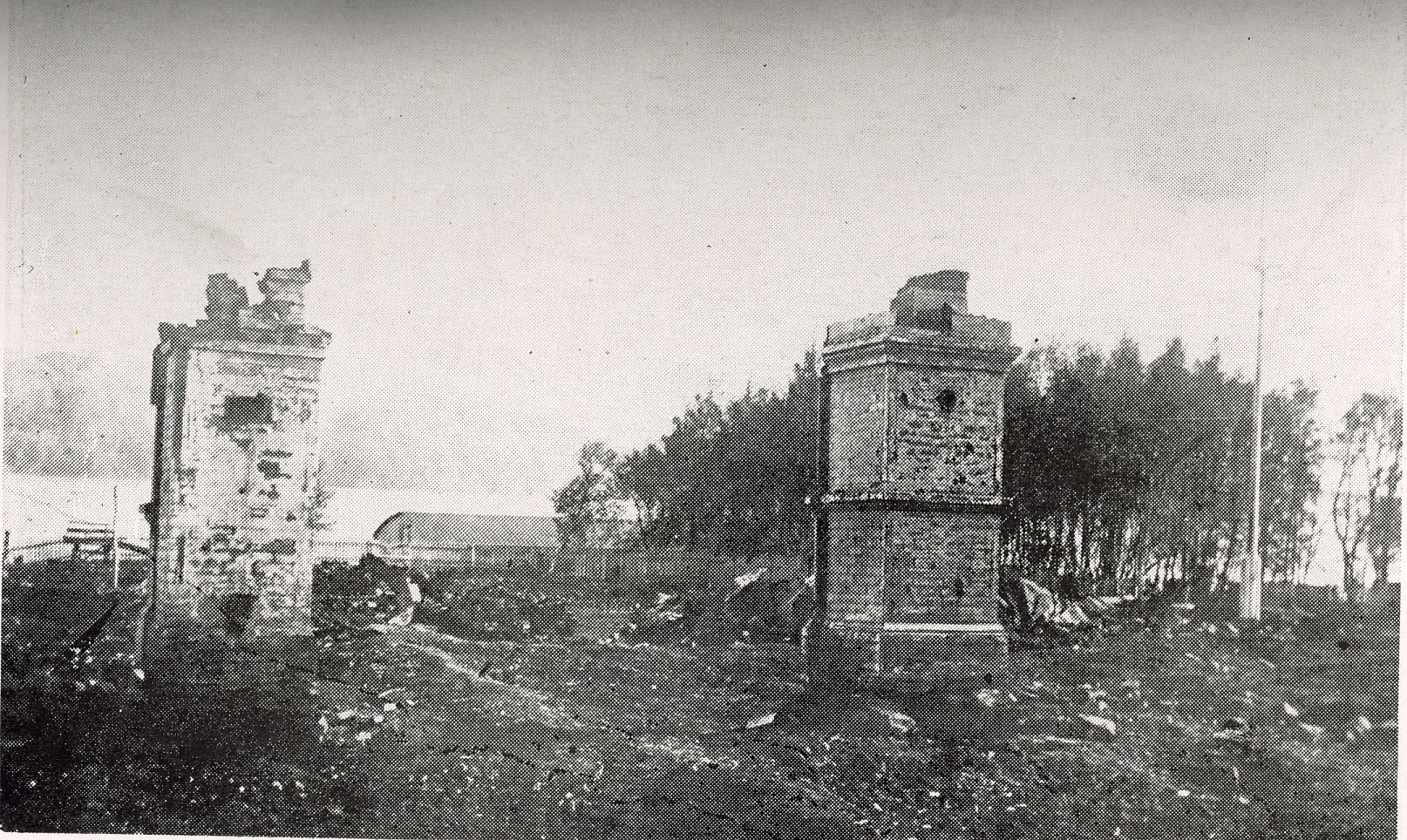
焼け落ちた日本領事館

3月14日早朝、パルチザン部隊は、日本領事館を包囲すると火を放ち、中国軍から日本軍を砲撃するためとして貸与された艦載砲とガトリング砲で攻撃した。
グートマンは、包囲突撃に参加したパルチザンの、次のような話を紹介している。「石田領事は、領事館前の階段に現れて、『領事館とここにいる人は、国際法によって保護されている。そして、領事館は、不可侵である』と説得をはじめたが、一斉射撃が浴びせられ、領事は血まみれで倒れた」。しかし一方でグートマンは、生き延びた領事館の使用人が、「領事は妻と子供を射殺し、火を放って自殺した」と語ったとも記している。領事館の隣人・カンディンスカヤ夫人は、ボルシェビキからの保護を求めて領事館に駆け込んだところが、領事は「領事館の日本人は死を覚悟している。あなたが生存を望むなら早くお逃げなさい」と言い、また領事夫人は、子供に晴れ着を着せながら泣いていた、といった証言を行っていることから、結局、グートマンは、領事と夫人は最初から死を覚悟していたのだろう、と結論づけ、しかし、領事館の火災については、パルチザン部隊が投げた手榴弾によるものだった、としている。
当初、日本に伝えられた話では「石田領事は三宅少佐と差し違えて死んだ」ということだったが、石田領事などの遺骨を日本へ持ち帰った和田砲兵大尉によれば、「三宅少佐は領事館に押し寄せた敵に最後の戦いを挑んで、銃弾に倒れた」ということである。
ともかく、領事館は炎につつまれ、領事館を守護していた海軍無線電信隊は、石川少佐、三宅少佐以下、全員戦死。石田領事とその妻子、領事館にいた在留邦人も、すべて死亡した。
グートマンは、このとき、「凍結した港内にいた中国砲艦は、日本領事館の方向から突進してきた日本軍兵士と日本人居留民に発砲し、人々は、パルチザンと中国人の十字砲火の中で、全員死亡した」としている。これについて、グートマンと同じ生き延びたロシア人からの聞き取り調査を資料としたと思われる石塚教二の『アムールのささやき』は、「憲兵隊と合流していた後藤隊の残存者たちが、領事館から逃れて来た居留民たちを中国砲艦に助けてもらおうとしたところ、砲艦は居留民に発砲したので、後藤隊は砲艦に突進して全滅した」と解釈している。井竿富雄山口県立大学教授も中国軍は助けを求める在留邦人を撃ったとしている。
なお、グートマンは、日本軍の戦闘について、こう書いている。「明らかに、日本軍は、無用な血を流すことを意図してはいなかった。あらゆる可能性の中で、日本軍が目標としたものは、単にパルチザンの武装解除であった。このことは、日本軍に取り囲まれた建物のパルチザンの多くが、殺されていなかったのみならず、傷ついてさえもいなかったという事実がこれを説明している。パルチザンによる報告では、日本軍は、単に彼らの武器を持ち去り、彼らを自由にさせた。9人の医助手が、巡回裁判所の反対側の建物で逮捕された後、解放された。建物に駆け込んだ時、日本軍兵士たちは、単にそこに武器があるかを質問したのみで、否定的な返事を受け取ると、彼らはロシア人を害することもなく立ち去った」

##### 日本軍武装解除
領事館が焼け落ちた後、生き残った日本兵は、守衛のため兵営に残っていた者、帰り着いた者をあわせて、およそ80人あまりだった。女性を含む民間人も13人ほどが兵営に逃れてきていて、ともにたてこもっていた。また、アムール河畔の第二陸軍病院分院に、分院長内田一等軍医以下8人、患者18人がいた。
香田日記によれば「数門の砲および中国砲艦より砲撃を受け、兵舎の破壊は凄惨をきわめた」ということで、大隊本部は破壊されたが、中隊兵営に立てこもった100人ほどは、河本中尉の指揮下、四昼夜の籠城戦に耐えていた。ところが3月17日夕刻、突然、パルチザン側から、ハバロフスクの山田旅団長、杉野領事の名入りの電報を提示された。この電報は、ハバロフスクの革命軍司令官ブルガルコフと外交部長ゲイツマンが、山田旅団長と杉野領事に対し、「ニコラエフスクで戦闘が起こっているので、おたがい戦闘中止に尽力しようではないか」ともちかけ、評議の上、4人の連名で、日本軍とトリャピーツィン双方に、中止を勧告したものだった。
3月18日、河本中尉は「戦友が倒れただけでなく、同胞がみな虐殺されている中で、降伏はできない。しかし、われわれの戦闘が国策のさわりになるというので、旅団長がこう言ってきたのならば、逆らうこともできない」と述べて、戦闘を中止した。ニコラエフスクでの日本軍最高級者になっていた内田一等軍医が、武装解除を決め、民間人をも含めて兵営に立てこもっていた全員、そして軍医以下の衛生部員もみな、監獄に収容され、衣服も奪われ、過酷な労役を課された。3月31日にニコラエフスクを脱出しアレクサンドロフスク・サハリンスキーに逃れてきたアメリカ人マキエフの当時の証言では拘禁された日本人の待遇は日々冷酷を極めつつあり、その惨虐行為は外部に対し極力秘匿されていたが今や一人も生残るものはないであろうと語っている。

#### 日本人居留民の動き
日本人民間人の決起への参加の度合いは判然としない。深夜にもかかわらず多くの日本人婦女子が日本領事館や大隊本部に逃げ込んでいたため、ほとんどが事前に知っていて、民間人男性はほとんどが義勇団に参加、遂には島田商会（一説には崎田商会にも）に立てこもって交戦、全滅したとの証言等がある一方、反乱後、赤軍が日本人家屋をしらべ武器があればそこの住人を殺害していったとの事件後の証言報告もある。生き残ったのは大隊本部で降伏した河本中尉以下の日本兵とそこに逃げ込んだ主に婦女子ばかりの居留民59名を含む、計130名だけだったと当時報じられている（軍兵120人、居留民10人という海軍発表もある）。生き残りの兵らは捕虜として収監されることとなった。アメリカ人マキエフの証言によれば、同行の日本人2名に隠れるよう勧めたものの、それを振り切り戦闘に参加しに日本人商会に行ったという。

#### 日本人虐殺
日本人で生き残ったのは、5月の赤軍による虐殺の前にニコラエフスク西方にあるマゴに避難していたロシア人・中国人の妻女十数名程度であった。1人の日本人居留民戦死者の妻が、中国人知人のつながりでマゴに避難し助かったことが後に確認されている。

##### グートマンによる総括
グートマンによれば、パルチザンが最初に襲った日本人居留民は、花街の娼妓たちだった。「残酷な獣の手で見つけ出された不幸な婦人に降りかかった災難については、話す言葉もない。泣きながら、後生だからと婦人は、拷問者と殺人者に容赦を嘆願し、膝を落とした。しかし、誰も恐ろしい運命から救うことはできなかった。別の婦人は、かろうじて着物を着て通りを駆け出し、その場でパルチザンに銃剣で突かれた。通りは、血の海と化し、婦人の死体が散乱した」　また、即座に殺されなかった女性と子供についても、運命は過酷だった。「3月13日の夜の間に、12日の午前中に監禁された日本人の女性と子供が、アムール河岸に連れて行かれ、残酷に殺された。彼らの死体は、雪の穴の中に投げ込まれた。3歳までの特に幼い子供は、生きたまま穴に投げ込まれた。野獣化したパルチザンでさえ、子供を殺すためだけには、手を上げられなかった。まだ生きたまま、母親の死体の側で、雪で覆われた。死にきれていない婦人のうめき声や小さなか弱い体を雪で覆われた子供の悲鳴や泣き叫ぶ声が、地表を這い続けた。そして、突き出された小さな手や足が、人間の凶暴性と残酷性を示す気味悪い光景を与えていた」

##### 『出兵史』に対する原暉之の疑念
パルチザンによる日本居留民の虐殺について、『西伯利出兵史要』は、次のように述べている。「敵は、わが軍の攻撃を撃退するや、直ちに市内の日本居留門を襲ってその全部を虐殺し、その家産を奪った。屈強の男だけというならまだしもの事、なんら抵抗力なき老若婦女もことごとく虐殺せられたのである。はなはだしきに至っては、小児なぞ投げ殺されたものもあるとの事で、その残忍凶悪ほとんど類を見ないのである。かくて彼らの魔手をのがれ幸に兵営に遁るるを得たものは400有余名の居留民中わずかに13名にすぎないのである」
これに対して原暉之は、「たしかに三月の戦闘時点で尼港日本人居留民の一部が略奪されたり殺されたりしたことは否定できない」としながら、全体としては、軍隊と行動をともにしての戦死と敗戦の過程での集団自決が多かったのではないか、と憶測する。原が、その根拠としているのは、主に以下の三点である。まず、現地入りした外務省の花岡止朗書記官の、6月22日付け内田外相宛報告に、「当地居留民ハ今春3月12日事件ノ際領事及軍隊ト行動ヲ共ニシ大部分戦死」と書かれていること。次に、救援隊の多門大佐が、ニコラエフスクを脱出してサハリンに現れたアメリカ人毛皮商人から、「脱出するとき、知り合いの日本人を誘ったが断られた。日本人はみな一団となって日本軍とともに抵抗する決心をして、知り合いの日本人も島田商店に立てこもった。憲兵隊の宿営も全焼したが、居留民も兵士と共に火中に身を投じた」というような話を聞き、5月6日付で参謀本部に報告していること。最後は、領事館の二人の海軍大佐が自決したともいわれ、また石田領事が妻子を道連れに自決したのではないかと推測されること、である。
原暉之が理解を見せるソ連側言い分の基本には、日本軍決起の要因と同じく、トリャピーツィンとニーナ・レベデワ連名の宣伝電文がある。「日本軍の主力部隊は、日本領事館、兵舎、守衛隊本部に集結された。さらに、本隊から切り離されてしまった兵士達は、日本人が居住していた全ての家屋で籠城した。日本人居留民の全員が武装し、攻撃に参加していた」と、彼らは各地に打電していたのである。
トリャピーツィンとニーナ・レベデワは、この事件を理由に処刑されるが、そのときの人民裁判の罪状に、日本人居留民の虐殺は含まれていない。また、トリャピーツィンらはアナーキストとみられていたために、事件を口実にされただけで、この処刑は実際には単に勢力争いの結果と見る向きもある。

##### 生き残った人々の証言

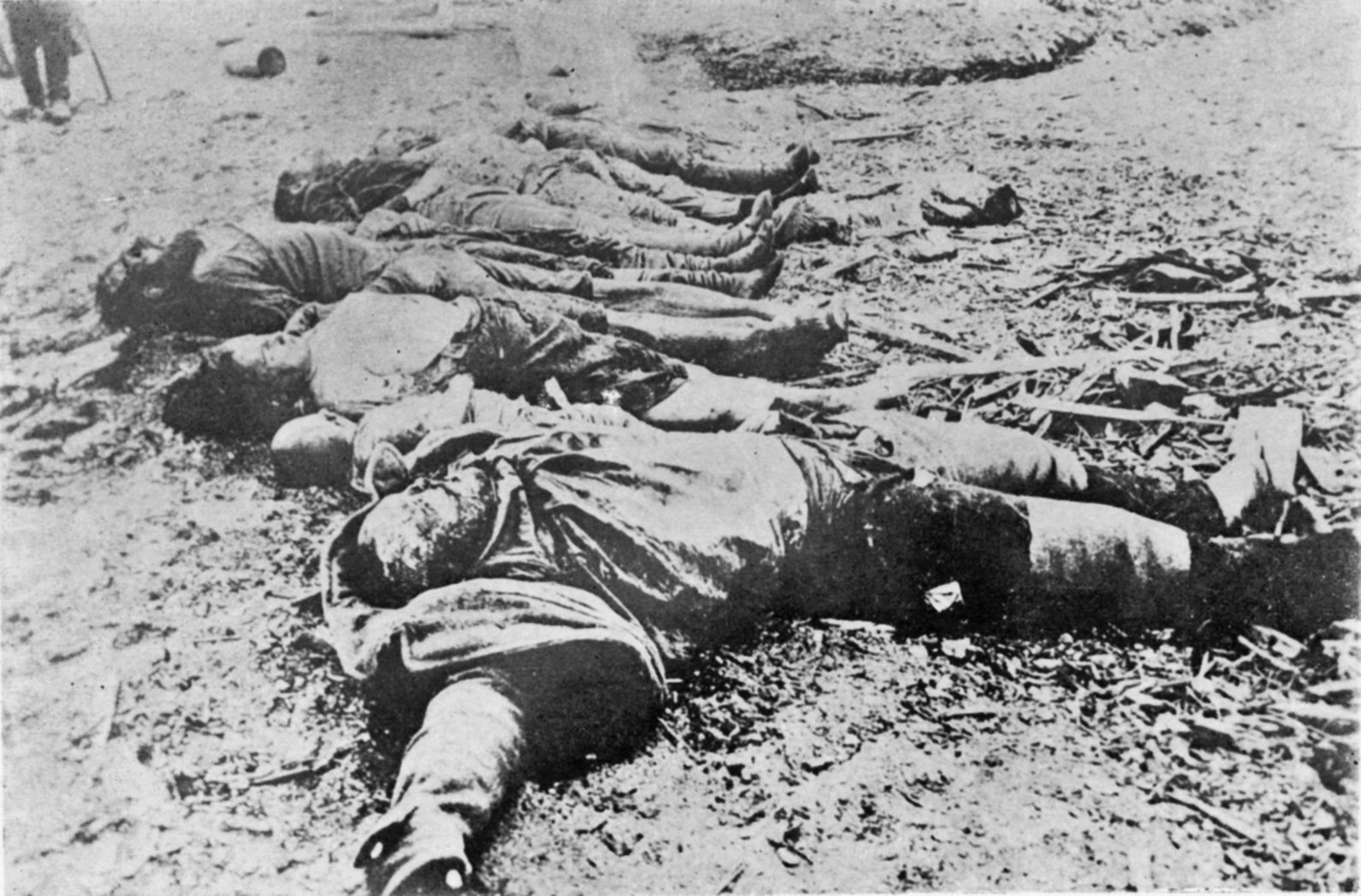
アムール河岸に打ち上げられた虐殺死体

原暉之の疑念に関して、パルチザンと生き残ったニコラエフスクの人々の宣誓証言を引用する。
p. Ya.ウォロビエフ（パルチザン）「トリャピーツィンの裁判には、私は副議長として参加したが、次の事実が確かめられた。トリャピーツィンへの奉仕活動の中で、委員となるためには、少なくとも18人の人間を殺さなければならなかった。（中略）裁判で、トリャピーツィンが何故、そして何の罪で日本人居留民は殺されたのか、と尋ねられた時、彼は、『あなた達はもっとよく知るべきだ。あなた達が殺人を行ったのだ』と、答えた。そして私の、『しかし、あなたはその結果に対する命令を発しなかったか？』という質問に対して、『いいえ』と、答えた。しかしその間に、例外なく全ての日本人居留民を殺すこととの命令の書かれた、ウスチ・アムグン連隊司令官へ宛てに出された、トリャピーツィンとニーナの署名のある文書が存在した」
S.D.ストロッド（学生）「日本軍の攻撃の間に、女子供も慈悲のかけらもなく殺された。近所の人が、日本人女性2人と、子供2人がアムール河の方へ連れて行かれるのを見た、と言っていた。（中略）3月16日に、アムール河岸に放置されている死体の中に、兄がいないかと、探しに行った。死体の数は大変な数であった。最初の山には30体が積み上げられており、その多くは日本人の男女であった。1体だけロシア人の死体が混じっていた」
Ya.G.ドビソフ「私は後に、『お前が日本軍に隠れ家を提供したから、やつらはそこから発砲してきた』という口実で、多くのロシア人が、パルチザンによって殺されたことを知った。また彼らは、平和的な日本人居留民の家に押入り、金目の物を要求した後、彼らを殺した。日本人居留民は、攻撃に参加していなかったばかりでなく、攻撃があることさえ知らされていなかった。もし、日本軍司令部が居留民に、これから起こることを警告したり、武器を与えたりしていたら、後に起こったようなことは起こらなかったであろう。その場合には、おそらく、パルチザン達は持ちこたえられなかったであろう。監獄と民兵営舎に収容されていた800人を超える囚人が、解放されていたに違いないからである。しかしあいにく、女子供を含めて、日本人居留民はすでに全員殺されていた。私自身、多くの囚人がどこかに連れ去られるのを見た。その後、銃声と打撃音、悲鳴が聞こえてきた」
A.p. アフシャルモフ（学生）「日本人居留民は、日本軍による攻撃を、全く誰も知らされていなかった。それどころか、予測すらしていなかった。日本人の歯科医嵩山は、隣の叔父の家に住んでいた。パルチザンが我が家に来て、日本人が住んでいないか尋ねた。誰もいないと答えた。すると、隣の叔父の家へ行った。そして、ことは起った。叔父の家から銃声が聞こえた。パルチザン達は、叔父家族に外に出るように命令し、手榴弾を投げ込んだ。手榴弾3発が爆発した後、彼らは家の回りに干し草を置き、それに灯油をかけて、家に火をつけた。私は、この様子をずっと、窓越しに見ていた。家に火が放たれると、歯科医とその妻の側に、逃げ込んでいた3人の負傷兵がいたことがわかった。その3人の日本人は、炎の中を飛び出して来て、射殺された。歯科医は、爆発で吹き飛ばされて首がなかった。彼の妻は、焼死した。リューリ家の門のところで、日本人乳母の死体を見かけた。中国人パルチザンは、日本軍兵士の死体をあざけりながら、銃の台尻で、頭蓋骨を砕いていた」
E.I.ワシレフスキイ「日本領事とその家族は殺され、領事館は焼け落ちた。この攻撃に関与したしないに関わらず、女子供を含め、全ての日本人居留民が虐殺された。人々は、ベッドからたたき起こされて殺された。日本人の時計修理工も、自宅のすぐ近くで、同じように殺された。日本人居留民の行動をみていると、我々ロシア人と同様に、まさに寝耳に水、という様子であった。この未明の攻撃に関して、彼らは何も知らされていなかった、としか思えなかった」
S.I.パルナシェフ「日本人居留民の中に、この攻撃に関して、未決定の段階での情報を与えられたものは、いく人かはいたかもしれないが、大多数の日本人は、全く知らされていなかった。多くの人達が、その時までに義勇隊から動員が解除されていた。日本人居留民は、女性や子供を含めて、寝ていたベッドから掴み出されて、あるいはその場で、あるいは通りに連れ出されて、殺された。監獄に連れて行かれ、殺された者も大勢いた」
N.K.ズエフ（学生）「日本軍の攻撃中の3月12日か13日か（おそらく12日）朝10時に、パルチザンがラマキンの家に入って行った。そこには、6人の日本人が住んでいた。彼らは軍人ではなく、ただの職人であったが、全員が剣で斬り殺された。午後4時頃に、彼らの内、2人の男女が意識を取り戻した。指を切り落とされ、血まみれのまま何とか我々のフェンスにたどり着き、助けを求めて我が家に駆け込んできた。数人のパルチザンが、我が家の一階に住んでいた。そして、日本人が内側にたどり着く前に、銃を持って飛び出して行った。日本人は、膝を着いて叫んだ。『殺さないでくれ。何でも話すから』　しかし、この願いは無駄だった。パルチザンは、女を撃ったが、あまりに頭に近づけて回転銃を撃ったため、髪の中に額の部分が陥没した。それから、男を撃った。死体は、裏庭に3日間放置された。夕方、パルチザンの一人の中国人が、日本人のズボンを脱がしていたが、古くて擦り切れているのを見て、投げ捨てた」
G.B.ワチュイシビリ「3月12日の午前2時、日本軍の攻撃が始まった。日本人居留民はこの攻撃には参加しておらず、その計画さえも知らされていなかった。それにもかかわらず、パルチザンは、日本人居留民に突進し、彼らをベッドから引き摺り出し、外に連れ出し、資産を略奪している間に、有無を言わせず殺した。日本人の床屋と時計修理工とその子供は、私の家の通りを挟んだ向かい側に住んでいた。8時頃、彼らは家から追い立てられ、私の家の前を連行されて行った。12歳から14歳の4人の子供が、逃げようとした。中国人パルチザンが、後を追いかけ、4人とも射殺した。私の家から、川口乾物店まではそう遠くはなかった。3月12日の夜、中国人、朝鮮人パルチザンが、川口商店のドアを壊して、店を略奪し、住んでいた4人の事務員を殺した」
I.R.ベルマント「私は、日本人の一般住民が、攻撃に関しては何も知らなかったことを事実として知っている。日本人の女性達が、パルチザンに向けて発砲した、などというのは、全くの事実無根である。パルチザン達から聞いたのだが、朝鮮人と中国人パルチザンは女、子供もかまわず、狂ったように日本人を殺した、もっともロシア人の中にも、50歩100歩の輩もいたが、という。多くのパルチザンが、自分の戦果を自慢し合っていた。しかし、そうすることに憤りを感じているパルチザンが大勢いたことも、事実である」
A.リューリ（エラの祖母）「うちの御者がやって来ました。その男は、孫達の乳母が日本人で、私たちと一緒にいることを知っていました。彼は、私に言いました。『ばば様、お前さまもつらいだろうが、日本人のうばさんに今すぐ出てってもらった方がいい』　そして、彼女の方を向くと、言いました。『さあ、出て行きな』　すがり付くすべもなく、彼女は外に出ました。そして、裏庭から通りへ、突き出されました。彼女はそこで殺されました」
I.I.ミハイリク（会計係）「日本人居留民は、日本軍の攻撃には参画していなかった。これは、知っているパルチザンから聞いたのだが、他にも彼らが逮捕した日本人についても話してくれた。例えば、床屋の森とパン屋の百合野 は、寝ていたベッドから裸のまま連行された。森は、『何故、私たちを殺すのか？　私たちは敵じゃない。ロシア人市民がそうであるように、もう長い間、あなた達と一緒に暮らしているし、一緒に仕事もしている』と言って、何とか助けてくれと懇願した。しかし、何の効果もなく、彼らは殺された。女、子供でさえも殺された。私は、腕に子供を抱えた女性達が、通りを連れて行かれるのを目撃した、彼女たちは、足を取られては、雪の上で転んでいた。そのたびに、早く立て、と銃尾で小突かれていた。彼女たちは、民兵隊の営舎に連行されて行った」

#### ロシア人虐殺
日本軍の決起に至るまで、赤軍が投獄した人々の処刑は、一応、赤軍裁判の手続きを経て行われていた。しかし、3月12日未明から14日の夜中の12時まで、3昼夜の間、裁判、審理なしで、一般住民の処刑が許されていたことが、残された書類でわかる。その書類と同時に、8日付けで、監獄の向かいの家に、死刑執行にあたった赤軍第一中隊の宿泊願いが出されていることから、グートマンは、「赤軍は、日本軍決起を挑発し、同時に手続きなしの市民殺戮を企てていたのではないか」と推測している。
日本人居留民の虐殺が始まると同時に、町の監獄と軍の留置所では、投獄されていた人々の惨殺がはじまった。監獄にいた160人のうち、生き残ったのは4人のみである。パルチザンは、銃弾を節約するために、囚人を裸にし、手を縛り、裏庭に連れ出して斧の背で頭を打ち、銃剣で突き、剣で斬った。死体は、町のゴミ捨て場に捨てられるか、アムール川の氷の中に投げ込まれた。街中で、一般の人々の家に押し入った場合は、銃殺した。資産家の妻から坑夫の娘まで、容赦がなかった。3月12日から16日までの5日間で、殺された日本人とロシア人の数は、1,500人にのぼった。ロシア人のうち、600人は、企業家や知識人層として、町の誇りとなり、もっとも尊敬されていた人々だった。
続いて引き起こされる大量殺戮前の3月31日にニコラエフスクを脱出したアメリカ人マキエフは過激派がロシア人も日本人も関係なく掠奪惨殺を行い銃剣で蜂の巣のごとく刺殺するのを目撃している。

#### 中国艦艇による砲撃問題

##### 事件当時の判断
中国艦隊が日本軍を砲撃した件については、6月に日本軍の救援隊がニコラエフスク入りした直後、香田一等兵の日記ではっきりと確かめられ、生き延びたロシア人の証言も多数あって、調査が進められた。6月8日、中国海軍吉黒江防司令王崇文（中国語）海軍少将は石坂善次郎陸軍少将を訪れ配下の砲艦3隻はいまだ尼港にあるため確認は取れていないが調査を行っているので真偽は判明するであろうと答えている。
香田一等兵の日記が記した中国砲艦の砲撃は、「日本軍の兵営攻撃」と「後藤隊の残存者が砲撃によって全滅させられたようだ」という二点である。これに対して、中国側の資料としては、砲艦利捷の副官だった陣抜の回顧談を記述した『ニコラエフスクの回想』が残っているが、関与は認めながら、直接的な砲撃ではなく「パルチザン部隊に砲を貸し出した」ということになっている。
陣抜の回顧談によれば、以下のようなことになる。「中国艦隊は幾度も日本軍に行く手をはばまれ、白軍と日本軍に好意を持ってはいなかった。ニコラエフスクにパルチザンが進駐してくると、すばらしい軍隊だと感動し、友好関係を持った。12日夜、ニーナ・レベデワから日本領事館を攻撃するために大砲2門を借りたいと申し出があって、陣世栄艦長が江亨艦の3インチ舷側砲1門と利川艦のガトリング砲1門を貸し、側砲の鋼鉄弾と榴散弾それぞれ3発、ガトリング砲の砲弾15発を与えた」
日本政府は、北京政府に共同調査を申し入れ、9月、両国の委員がニコラエフスクにおいて中国艦隊の関与を確かめた。調査内容は公表されなかったが、当時の新聞報道によれば、日中間には、砲艦の乗員が上陸していたかどうか、直接的荷担か間接的荷担かで、事実認識にくいちがいがあったとみられる。10月26日、この共同調査の結果に基づき、小幡公使は北京政府に以下の和解案を示した。
1. 中国政府が日本政府に向け遺憾の意を表すこと
2. 中国砲艦の艦長が日本軍司令部に陳謝すること
3. 艦長以下関係将校下士卒の処罰
4. 中国艦の砲撃によって死亡した日本人遺族に慰謝料を支払うこと

北京政府は、このうちの1と4に難色を示した。しかし年末に至って、中華民国政府は、共同調査報告書の字句修正（陸上交戦を武器貸与に変更）と、報告書と公文書の非公開を条件に、全項目を受諾し、三万元の慰謝料を払うこととなった。
陳世栄艦長は「解任して永久に叙任せず」という処分を受けたが李良才（陳季良）と名を改めて再び任務につき、文虎勳章を授与され将官に昇進すると第一艦隊司令などの重職を任され没後は上将を追贈された。また、共同調査の報告書が「武器貸与」に修正されたことから、現代の中国では関与は直接的なものではなく、間接的なものであった、と認識されている。

##### 事件後の総括
デロ・ロッシ新聞編集長アナトリイ・ヤコフレビッチ・グートマンが事件を総括した『ニコラエフスクの破壊』では、中国砲艦とパルチザンは領事館から逃れてきた日本兵と避難民に対して砲撃を行い、その十字砲火によって全滅させたとしている。
中国砲艦利捷の副官・陣抜の回顧談では、パルチザン部隊は日本領事館砲撃を目的に中国軍から艦載砲とガトリング砲を借り受け、使用法を教授されて、領事館砲撃を実行したとしている。
また、石塚教二の『アムールのささやき』では、パルチザンは領事館と日本軍兵営を砲撃したとしており、後藤大尉隊については領事館から逃れて来た居留民たちを中国砲艦に助けてもらおうとしたが砲艦が居留民に発砲したため、後藤隊は砲艦に突進して全滅したとしている。
2009年に発表された井竿富雄山口県立大学教授の論文『尼港事件と日本社会、一九二〇年』でも中国軍の軍艦は助けを求める在留邦人を撃ったとしている。
中国評論新聞網（2010年8月27日付）は陳世英が江享の艦載砲を紅軍に貸与し、この砲撃により日本領事館などが炎上したとしている。現在、中国共産党機関紙人民日報の国際情報紙『環球時報』は、日本政府の要求を受諾した当時の中華民国政府を軟弱無能であるとしている。

### 大量殺戮と焦土化
グートマンによれば、トリャピーツィンはニコラエフスク住民の大量殺戮と街の破壊を、事件の大分前に計画していたという。彼は、「町の代わりに、血溜まりと灰の山を残すだろう」と宣言し、その通りに実行した。

#### 大量虐殺と破壊

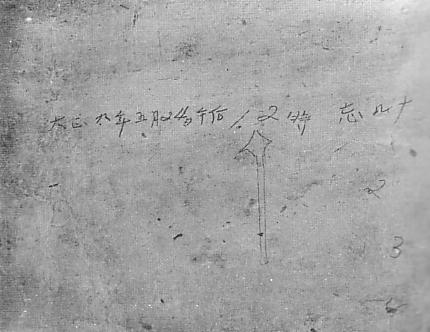
監獄の壁に書かれた尼港事件犠牲者の遺書
「大正九年五月24日午后12時忘ルナ」

ニコラエフスクでは、日本軍決起に続く市民虐殺の後、一時、手続きのない殺人は行われなくなっていた。3月16日には、第1回サハリン州ソビエト大会が開催された。大会では、ハバロフスクにおける革命委員会とゼムストヴォ自治政府の妥協主義が非難され、トリャピーツィンの独裁的な革命体制が確立されようとしていた。配給制度が推し進められ、徴発は日常茶飯事となり、恣意的な逮捕、投獄は続いた。そんな中で、かつてパルチザン鉱山連隊の司令官を務めていたブードリンがトリャピーツィンを批判し、ブードリンは逮捕された。しかしブードリンには、解散させられた鉱山連隊を中心に支持者が多く、死刑にはならなかったが、後に大虐殺の最中に殺された。
ニコラエフスクの惨事を知った日本軍は、赤軍との妥協的な態度を捨てた。4月4日、ウラジオストクにおいて、日本軍の歩哨が射撃を受けたことをきっかけに日本軍は軍事行動を起こし、赤軍に武装解除を求め、ウラジオストクの赤軍はこれを受け入れた。ハバロフスクでは戦闘が起こったが、4月6日には日本軍が勝利をおさめ、赤軍は武装解除された。4月29日になって、日本はウラジオストク臨時政府と、以下のような条件で講和した。「ロシアの武装団体はどのような政治団体に属するものであっても日本軍駐屯地およびウスリー鉄道幹線ならびにスーチャン支線から30キロ以内には侵入できない。また、この圏内のロシア艦船、兵器、爆弾その他の軍需材料、兵営、武器製造所など、すべて日本軍が押収する」。
日本軍が赤軍を武装解除した4月6日、ちょうど極東共和国が樹立され、ソビエト・ロシアの了承のもと、ロシア東部、シベリア一帯が独立した民主国家を名乗って、日本を含む連合国側に承認を求めた。ソビエト・ロシアとの間の緩衝国家となり、日本に撤兵を呑ませようとしていたのである。極東共和国のこの目的からしても、赤軍の武装解除は、受け入れを拒否する問題ではなかった。
ニコラエフスクには、4月20日ころから、ハバロフスクにおける日本軍と赤軍との戦闘の噂が届きはじめた。やがて、ハバロフスクの赤軍は武装解除されたこと、解氷とともに日本軍は確実にニコラエフスクへ至ることなど、詳しいことが伝わった。赤軍の武装解除、極東共和国の樹立は、トリャピーツィンには思惑外であり、ただちに、全権が執行委員会から革命委員会に移され、非常態勢がとられた。最初に行われたことは、アムール川の日本船の航行を妨害するため、障害物を置くことである。バージを航路に沈めるため、女子供までがかり出され、重労働に従った。また、資金もつきていて、トリャピーツィンは新ソビエト紙幣を刷った。中国商人はこれを受け取ろうとはせず、必要物資を調達するためには、金塊で支払うしかなかった。しかし、貯金が封鎖され、全紙幣の廃止、新ソビエト紙幣へ交換するための期限設定が布告されると、逮捕を怖れた人々は、争って交換した。交換された旧紙幣は、革命委員に分配された。
女性たちは強姦された。朝鮮人部隊の中隊長はある漁業経営者の娘を強姦すると翌日には音楽会で歌うことを強制した。その後、この少女と幼子も含めた家族全員はバージからアムール川に突き落とされた。また、女性教諭も強姦され、多くの少女達は恐怖の下でパルチザンと同棲することを強制された。
革命委員会とチェーカーの特別会議において、トリャピーツィンとニーナ・レベデワは、「パルチザンとその家族をアムグン川上流のケルビ村に避難させ、残ったニコラエフスクの住民を絶滅し、町を焼きつくす」という提案をし、了承された。それは秘密にされていたが、噂が流れ出した。5月20日、中国領事と砲艦、そして中国人居留民がみな、全財産を持って、アムール川の少し上流にあるマゴ（マヴォ）へ移動した。この直後、21日の夜から、逮捕と処刑がはじまった。日本軍決起のときに殺された人々の家族、以前に収監されたことのある人々が投獄され、次々に処刑された。80歳の老人から1歳の子供、弁護士や銀行家から郵便局員や無線局員、ユダヤ人は名指しで狙われていたが、ポーランド人やイギリス人も無差別に殺された。21日から24日までの間に、3,000人が殺されたのではないか、と言われている。

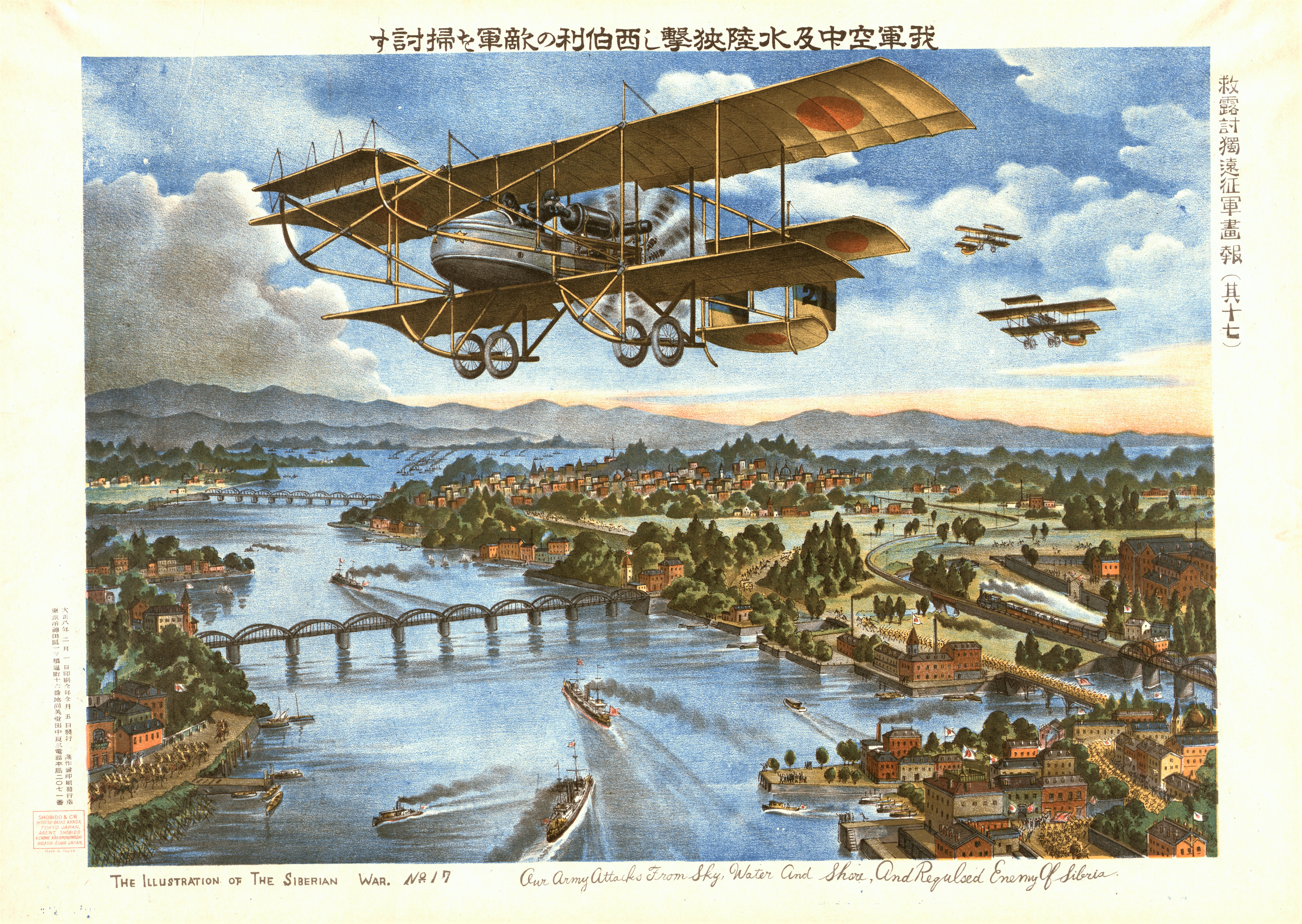
シベリア上空を飛ぶ日本軍機『救露討獨遠征軍画報』より（1919年2月1日に描かれたもの）

5月24日、収監されていた日本兵、陸軍軍人軍属108名、海軍軍人2名、居留民12名、合計122名が、アムール河岸に連れ出されて虐殺され、さらには、病院に収容されていた傷病日本兵17名も、ことごとく殺された。日本の救援隊は、生存者の生命の安全を確保するために、交渉する用意はあったが相手がつかまらず、意志を伝えようと、海軍の飛行機を使ってビラをまいた。目的は果たせなかったが、元気づけられた人もいた。父、姉、弟を殺された女子学生V.N.クワソワは、こう語っている。「5月29日、日本軍の飛行機が飛んできて、市民を元気づける内容の、宣伝ビラを散布していきました」
住人は、街から逃げ出して、近郊の村やタイガへ隠れたが、赤軍は武装探索隊を出して殺害してまわった。殺戮は10日間続き、ケルビへの移動がはじまった。町を離れるには通行証が必要で、もらえなかった人々は、殺される運命にあった。町の破壊は、28日にはじまった。最初に川向こうの漁場に火がつけられ、30日には製材所が焼かれ、31日には、町中が炎につつまれた。その間にも、虐殺は行われた。建物に閉じ込めたまま焼き殺し、バージに乗せて集団で川に沈めた。最終的に、何千人が殺されたのか、正確な数は不明である。
ニコラエフスクを破壊した理由について、パルチザンだったp. Ya.ウォロビエフは、次のように証言している。「町を破壊した理由は、形成される政府の可能性を妨げることにあった。もし、町に住民が残っていれば、彼らの多くは日本軍の保護の下で、政府を作り上げることは確かである。しかし、もし町に誰もいなければ、日本軍は冬期に滞在することができずに、去ってしまうだろう」
事件全体の日本人犠牲者は、軍属を含む陸軍関係者が336名、海軍関係者44名、外務省関係者（石田領事とその家族）4名、判明している民間人347名。合計731名とされている。民間人については、領事館が消失して書類がなく、後日、政府が全国の町村役場に照会して調査したが、つかみきれず、さらに多いのではないか、とも考えられている。
この無差別な殺戮から逃れることができた人々の中には、個人的に中国人の家にかくまわれたり、中国の砲艦で脱出させてもらったりした場合が多くあった。日本人も、中国人にかくまわれた16人の子女が、中国の砲艦によってマゴへ逃れ、かろうじて命拾いをした。ニコラエフスク市内にいて助かった邦人は、単身自力で市外へ逃れ出た毛皮商人が一人いたことをのぞいて、これがすべてである。

#### 救援部隊の出動

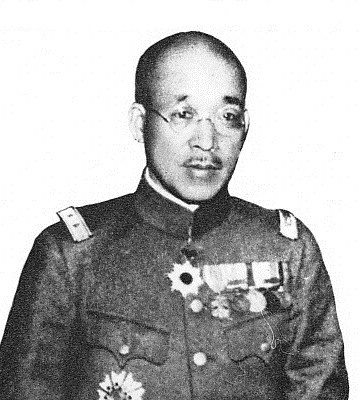
救援隊を指揮した多門二郎大佐（写真は陸軍中将時）

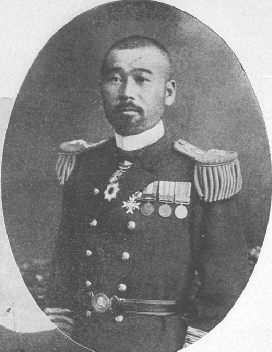
第三艦隊司令長官野間口兼雄中将

ハバロフスクの革命委員会は、日本軍と共同で戦闘中止要請をした手前もあり、トリャピーツィンに状況の説明を求めた。それに応じてトリャピーツィンは、電報を打った。さらに後日、参謀長ニーナ・レベデワと連名で、モスクワをはじめ、イルクーツク、チタ、ウラジオストク、ブラゴヴェシチェンスク、ハバロフスク、アレクサンドロフスク、ペトロパブロフスクなど、各地へ、長文の声明文を打電したが、内容の骨子は、最初のものと似たものだった。　長文の声明の冒頭は、「ニコラエフスク管区赤軍本部は、ここに、ニコラエフスク・ナ・アムーレにおける日本軍による攻撃という血なまぐさい事件を、全ての者に報告する。さらに、事件の詳細および事件に先立つ諸事情についても、情報提供する。それによって、我々との平和協定締結後に、ソビエト赤軍に対し背信的攻撃を加えた、日本軍の裏切り行為と犯罪の本性が、明確に暴露されるであろう」というもので、さらに、「日本人居留民の全員が武装し」、「兵舎に立てこもった130名の日本軍が白旗を揚げて武器を放棄したので捕虜として捕らえた」以外は、「武器を取った日本人のほとんどが戦死した」とあった。ちなみに、赤軍側の死者は50名、負傷者は100名以上としている。
最初に、トリャピーツィンの電文の現物に接したのは、ペトロパブロフスクの塩田領事館事務代理で、3月18日、「電文を見たところ、ニコラエフスクで戦闘があり、在留民およそ700名が殺され、100名が負傷し、司令部、領事館、その他邦人家屋はすべて焼き払われたのではないか」と、内田外務大臣に打電した。21日には、トリャピーツィンの電文がウラジオストクの新聞に載り、それを見た海軍第5戦隊司令官より海軍省へも、ニコラエフスクにて異常事態発生の連絡があった。
その後、当局が各方面から情報を集め、早急な救援隊の派遣が決定された。まずは、すでに2月、第7師団より編成されていた増援隊を、アレクサンドロフスクへ派遣して、解氷を待つこととした。この部隊は、多門二郎大佐率いる歩兵1大隊、砲、工兵各1中隊、無線電信隊1隊で、主に北海道で編成されていた。4月16日、多門隊は、小樽を出発し、軍艦三笠と見島の援護のもと、22日にアレクサンドロフスクへ上陸した。
当局はさらなる情報収集を行ない、多門隊のみでは兵力不足だと認定した。第7師団からの歩兵1連隊を基幹とし、多門隊も含めて、津野一輔少将の下、北部沿海州派遣隊が編成された。多門隊は、5月13日にデカストリに上陸し、津野隊は、5月下旬に小樽を発した。津野隊とともに、海軍第三艦隊の主力（司令長官野間口兼雄中将）と第3水雷戦隊（司令官桑島少将）が、直接、ニコラエフスクへ向かった。一方、ハバロフスクの第14師団は、できるかぎりの兵力を集め、国分中佐の指揮下、海軍臨時派遣隊（中村少将指揮）の砲艦3隻の護衛を受け、5月14日にハバロフスクを出て、アムール川を下った。途中、ラプタの指揮するおよそ200の赤軍部隊を破り、25日、多門隊と合流して、ニコラエフスクをめざした。多門隊のニコラエフスク進入は、6月3日だったが、すでにそのときニコラエフスクは、遺体が散乱する焦土となっていた。

#### トリャピーツィンの処刑
ニコラエフスクを焦土にしたトリャピーツィン一行が、ケルビ（ニコラエフスクから96キロ）に到着するまでに、人数は相当に少なくなっていた。強制動員されていた農民たちは、逃げ出して村に帰り、日本軍の報復を怖れた中国人や朝鮮人たちも、タイガへと逃れた者が多かった。6月3日にニコラエフスクを占領した日本軍は、トリャピーツィン一行を捕らえるつもりではあったが、アムール川からアムグン川にかけて、日本軍が跡を追えないようにバージ(艀)などの障害物が沈められていて、すぐに航路を使うことは不可能であり、またタイガに逃げ散ったパルチザンを捕まえることも難しかった。
その間、ニコラエフスクからの避難民が、ブラゴヴェシチェンスク、ハバロフスク、ウラジオストク、日本に現れ、事件の全容が外部に知られはじめた。ソビエト政権系のジャーナリズムは、当初、トリャピーツィンの言い分をそのままに、赤軍の正義と日本軍の裏切りを言い立てていたが、労働者が大半である数千人の市民の虐殺と街の破壊を、日本軍の責任にできるわけもなく、ボルシェヴィキは困惑せざるをえなかった。危機感を持ったハバロフスクのソビエト代表団は、6月の終わりにアムグン地域に出向き、反トリャピーツィングループと接触した。
反トリャピーツィングループを指導していたのは、殺されたブードリンと友人だった砲手アンドレーエフである。協力者には、朝鮮人第2中隊を率いていたワシリー朴がいた。ソビエト代表団と接触したことによって、アンドレーエフは行動を起こした。ケルビのパルチザン本部は、アムグン川に停泊する蒸気船の中にあったが、7月3日の夜、本部で眠るトリャピーツィンとニーナ・レベデワが逮捕され、続いて指導部全員が捕らえられた。9日、人民裁判が行われ、トリャピーツィンとニーナ・レベデワ以下7名が銃殺となった。
裁判の中でトリャピーツィンは、「もし自分がニコラエフスクで行った全てのことのために裁かれるのならば、その時の同志や自分を裏切って裁判に渡し、逮捕した人々も含めて一緒に裁かれるべきだ」と述べた。判決文におけるトリャピーツィンの主な罪状は、5月22日から6月2日までのニコラエフスク大殺戮を許容したこと、さらに7月4日まで、サハリン州諸村でも虐殺命令を発していたこと、ブードリンなど数名の仲間の共産主義者を射殺したこと、であって、日本人の虐殺については、まったく触れられていない。同時に、「ニコラエフスク管区赤軍司令官として在職中、ソビエト政治の方針に従わず、職権者を圧迫し、ロシア共和国政府のもとで活動していた労働者間の共産主義に対する信頼を傷つけた」ことを罪状に上げ、トリャピーツィンとニーナ・レベデワは、ソビエト政権への反逆者であったと、位置づけている。

### 北樺太進駐
日本政府は6月28日に北樺太の保障占領を廟議決定し、7月3日の官報で以下の告示を行った。「今年の3月12日から5月末まで、ニコライエフスクにおいて、日本軍、領事館員および在留民およそ700名、老幼男女の別なく虐殺されたが、しかし現在、シベリアには交渉すべき政府がない。将来、正当な政府が樹立され、事件の満足な解決が得られるまで、サハリン州内の必要と認められる地点を占領するつもりである」「必要と認められる地点」とは、北樺太であり、宣言と同時にサガレン州派遣軍が編成され、児島中将の指揮下、8月上旬アレクサンドロフスクに上陸し、駐屯した。

## 日本における事件の波紋

### 政治的な反響

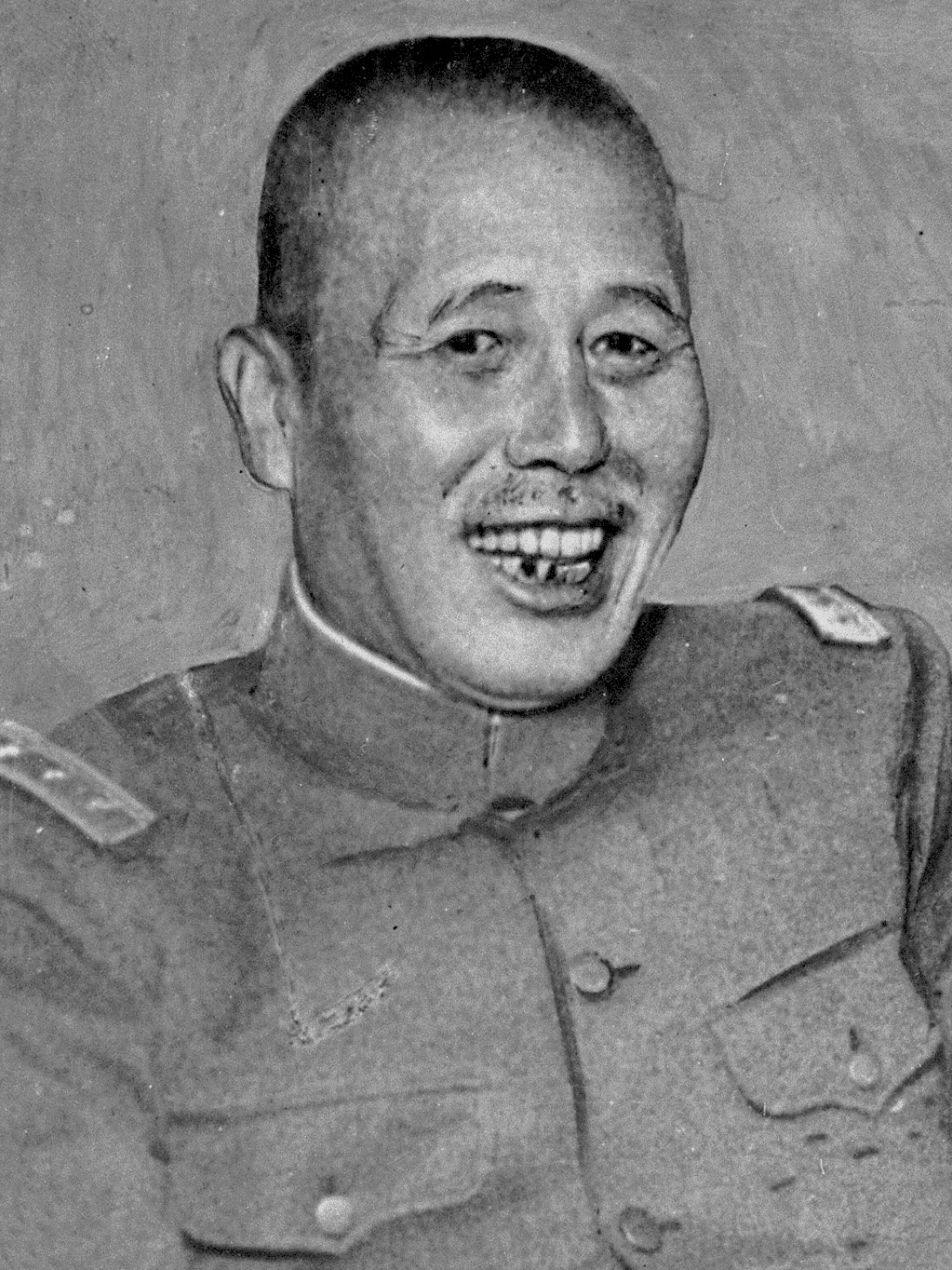
大失態の責任を取って陸軍大臣を辞した田中義一

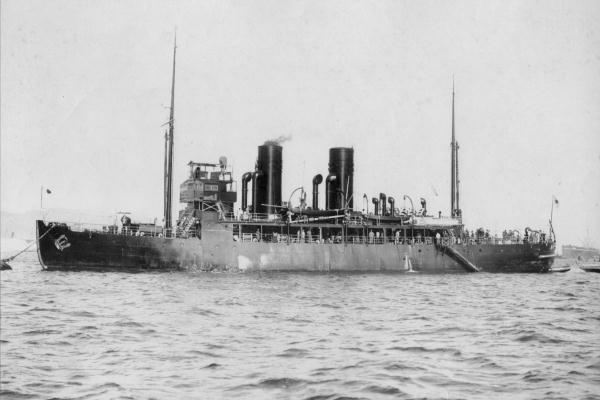
事件を受けて翌年に進水された砕氷艦大泊（1921年）

尼港事件に関して、日本国内で大々的に報道されるようになったのは、6月、救援隊が現地入りし、凄惨な全容が明らかになってからである。
すぐに議会で取り上げられ、野党憲政会の激しい政府批判がはじまった。この年5月の衆議院選挙で、与党立憲政友会は圧勝していたが、野党側の言い分では、「与党は尼港事件を隠して解散、総選挙に踏み切った」というのである。原首相が「惨劇が起こったのは不可抗力だった」と言ったとの報道があり、「責任逃れではないのか」と追及された。「治安維持に十分な兵力を置いていないにもかかわらず、居留民の引揚げを考慮しなかったのは不注意だ」というところから、ついには、「チェコ軍団の救援目的は達したにもかかわらず、なんのために兵を残したのか。過激派の勢力をそぐこともできなければ、日本人居留民の生命財産を守ることもできなかったではないか」と、シベリア出兵そのものへの批判になった。
この年、7月号の中央公論には、尼港事件に関して、二つの論評が出ている。吉野作造は、「真の責任者は明白に政府殊に軍事当局者にある」としながら、野党が事件を利用して、内閣の倒壊を企てていることへの批判に重点を置いている。三宅雪嶺もやはり、「反対党がなにかといへば総辞職を迫るのも褒めた事ではない」としているが、こちらは、政府側が責任を負うことを言明しないでおいて、「権力争奪に利用するな」とばかりいうのは誤っていると、政府側に点が辛い。
田中義一陸軍大臣に対しても責任問題が追及されると、田中は陸軍大臣として陸軍について全責任があるが尼港事件については陸軍に過失はないと答えたため激しく糾弾され、1920年8月には進退伺を行うこととなった。その後、田中義一は国務大臣としての責任をとり「断じて臣節を全うす」と称して陸軍大臣の職を辞した。そして、占領宣言をした北樺太をのぞけば、シベリア出兵は撤退の方向にむかう、という大方針は変わらなかったのである。
帝国海軍は十分な砕氷艦を持たなかったために、在留邦人を見殺しにする結果となったことを受け、事件翌年には砕氷艦大泊を進水させている。

### 社会的な反響
井竿富雄は、政治の場で出てきた不可抗力論は、社会的には見殺しとして受けとめられた、という。新聞社が特派員を派遣して、領事とその家族、居留民、武装解除された日本軍部隊が惨殺された状況、そして、そうなるに至った事情を、こと細かく報道したのである。悲惨な状況が伝わるにつれ、どうしてそんなことが起こってしまったのか、陸軍ならびに政府のシベリア出兵の方針に、問題があったのではないかという疑念が満ちてくる。1920年の秋に9,000部刷られた五百木良三のパンフレットは、以下のように慨嘆する。
あまりに残酷な事件であったため別々の馬で両足を引き裂いて殺害されたなどの話が昭和になっても多く伝えられることとなった。
事件の唯一の生存者として神戸新聞が井上雅雄の証言を掲載している。その証言では3月3日には電柱に「日本人を鏖殺せよ」という張り紙がされており、3月12日に妻子３名を殺されたことと共に渦中に見た悲惨な虐殺を伝えている。報知新聞もまたその被害を凄惨につたえた。
石田虎松領事の遺児である石田芳子は小学校に通うため日本に戻ってきて祖母らの家に住んでいたため難を逃れることができた。事件後、芳子が小さい頃に描いた石田領事の絵や石田の母の反応が新聞で報じられ、世間の同情を掻き立てた。さらに、このとき12歳でしかなかった芳子が書いたという『敵を討ってください』なる詩が紹介され、芳子は全国各地で開かれる追悼集会でさかんに引っ張り出される状態となった。政治的攻撃の手段に悪用するもの、金銭の中抜き目当てと思われるものもあって、このような事態に非難の声もあがっている。
日本軍犠牲者の遺族の声には、次のようなものがあった。「派遣しておいて孤立無援に陥らせ、新聞報道のような残虐なことに至った当局の処置は、合点がいかず、残念でたまらない」「名誉の戦死ではない。全く徒死だ」「堂々と戦ったのではなく、無惨に殺されたのは遺憾だ」。こういった不満は、政府や軍への批判にほかならず、むしろ警戒された。
三宅駸吾海軍少佐の兄である三宅驥一博士は、「この大事件は政党政派を超越した世界的な人道問題ではないか。私は、ルシタニア号の沈没とベルギーの中立侵害で、留学して世話になったドイツが嫌いになった。今回の尼港事件は、ルシタニア号事件以上の大問題だ。これに対して冷淡な政府と国民とは、人道に対して無感覚になっている人種だと笑われても仕方があるまい。弟だからいうのではない。救援の方法はあったのに、政府が怠って、いまになって不可抗力とは何事だ」と憤慨して同情を集めた。

### 北樺太占領と救恤金
白系ロシア人のグートマンは、日本の北樺太占領に領土欲を見て、「ロシア国民は侵略を受け入れることは決してない」と非難している。この北樺太占領に関しては、撤兵反対論者で、対外強硬論者といわれる五百木良三も、「サガレン（サハリン）占領のごときは大道商人のそれにも比すべき最もケチ臭い現金取引きで、あらずもがなのことだ」と反対し、『国辱記』で尼港事件を詳報した溝口白羊も、「人道の名を借りて侵略を行う連中といっしょにされることはお断りだ」とし、「尼港事件への寄付金には応じない富豪が、サガレンの漁業、林業、鉱業の利権獲得に夢中になっている」と批判する。
事件犠牲者遺族に対しては直後から軍や外務省等の各種機関に全国から義捐金が寄せられたため、まず第1回目の分配では殉難者一人当たり大人114円、子ども80円で一律に分配されることになった。遺族の中には既に借金を負っている者も多く、分配の日取りが報じられるや債権者がその日に押しかけてくるという事態もみられたため、後には日取りは公表しないという措置もとられるに至った。石田領事にはその他にも名宛てで送られてくる義捐金も多く、石田の遺族は初期の義捐金分だけでも当時の額で4千円を受取ることとなったが、さらに別に公的に賜金４千円、また、吹田領事館員の遺族には賜金千二百円が贈られた。
中国艦による砲撃問題については、中国政府から犠牲者遺族に弔慰金3万元を支給することとなった。この3万元は中国艦からの銃撃で亡くなり死体が発見された3人の兵士の分である。
さらに、1922年に尼港事件被害者とオホーツク事件被害者のための露国政変及西比利亞事変ノ為損害ヲ被リタル者ノ救恤ニ関スル法律が施行され救恤金が支払われた。しかし、兵士らは遺族に恩給が出るものの、とくに民間人には救恤金額が少ないことや申請が出来なかったものなどがいたため、尼港事件時に内地にいたため難を逃れることができた島田商会の島田元太郎は、東京に事務所を設け全国の民間被害者の中心となって再度の救恤金運動を行い続けた。
1925年、日本はソビエト・ロシアと国交を回復し、保障占領していた北樺太を返還した。しかしその交渉の過程で、ソ連側の態度は強硬で、尼港事件は政治的に棚上げされ、北樺太のオハ油田を中心とする石油長期利権 と引きかえに、賠償は求めないことになった。1925年12月には救恤金の再給付を求める請願書が島田元太郎等によって提出されたことなどから、日本政府は、「本来はソビエトの責任で日本政府が賠償を肩代わりする理由はない」としながらも、救恤金という形で、遺族を慰撫した。

### 慰霊碑・納骨堂の建立

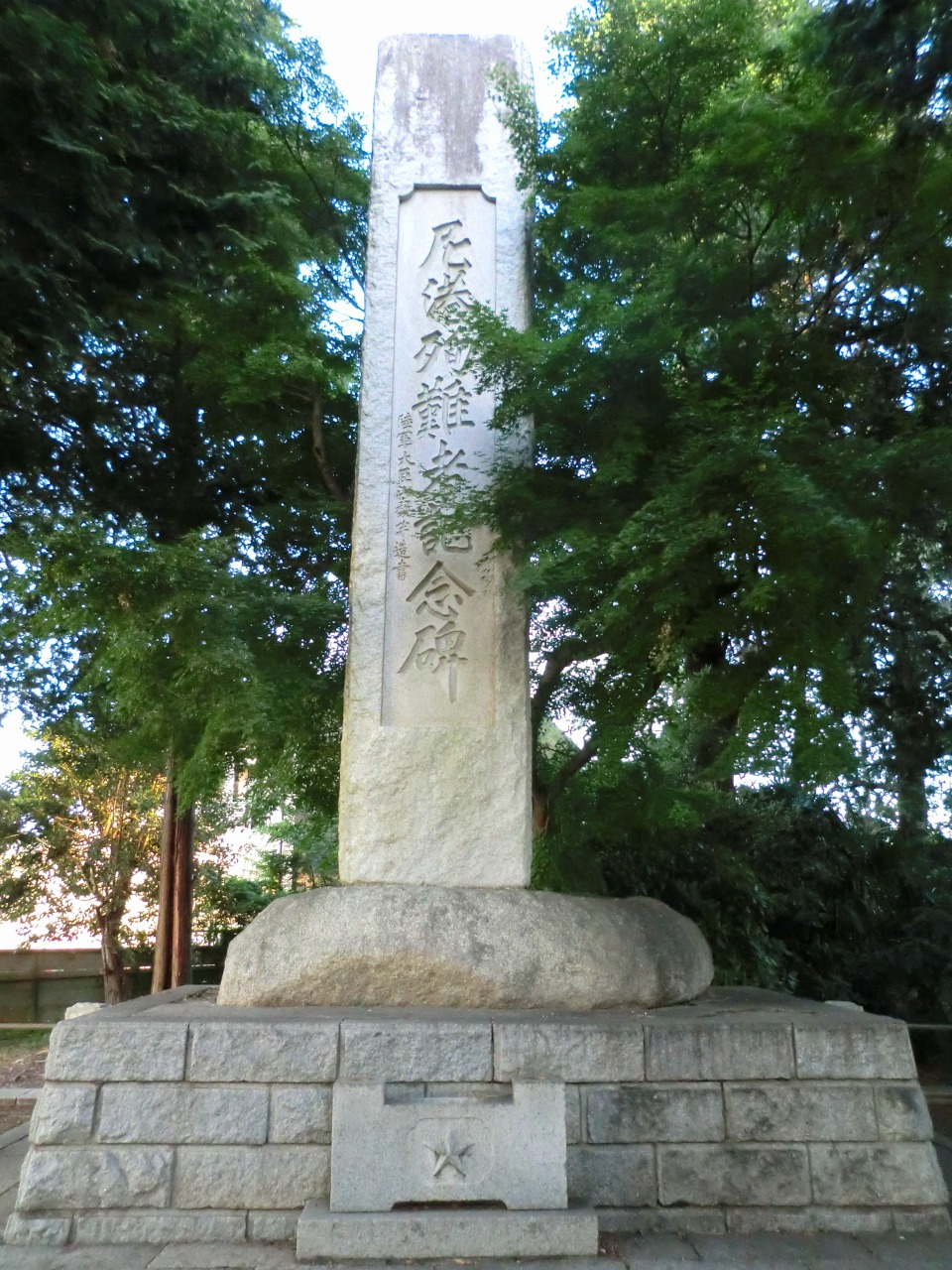
尼港殉難者記念碑（茨城県水戸市堀原）。1922年3月建立。

事件が大々的に報道された6月以降、各地で法要、招魂祭が催され、また、遺族や婦人団体、在郷軍人団体、宗教家などが現地を訪れて、慰霊につとめた。

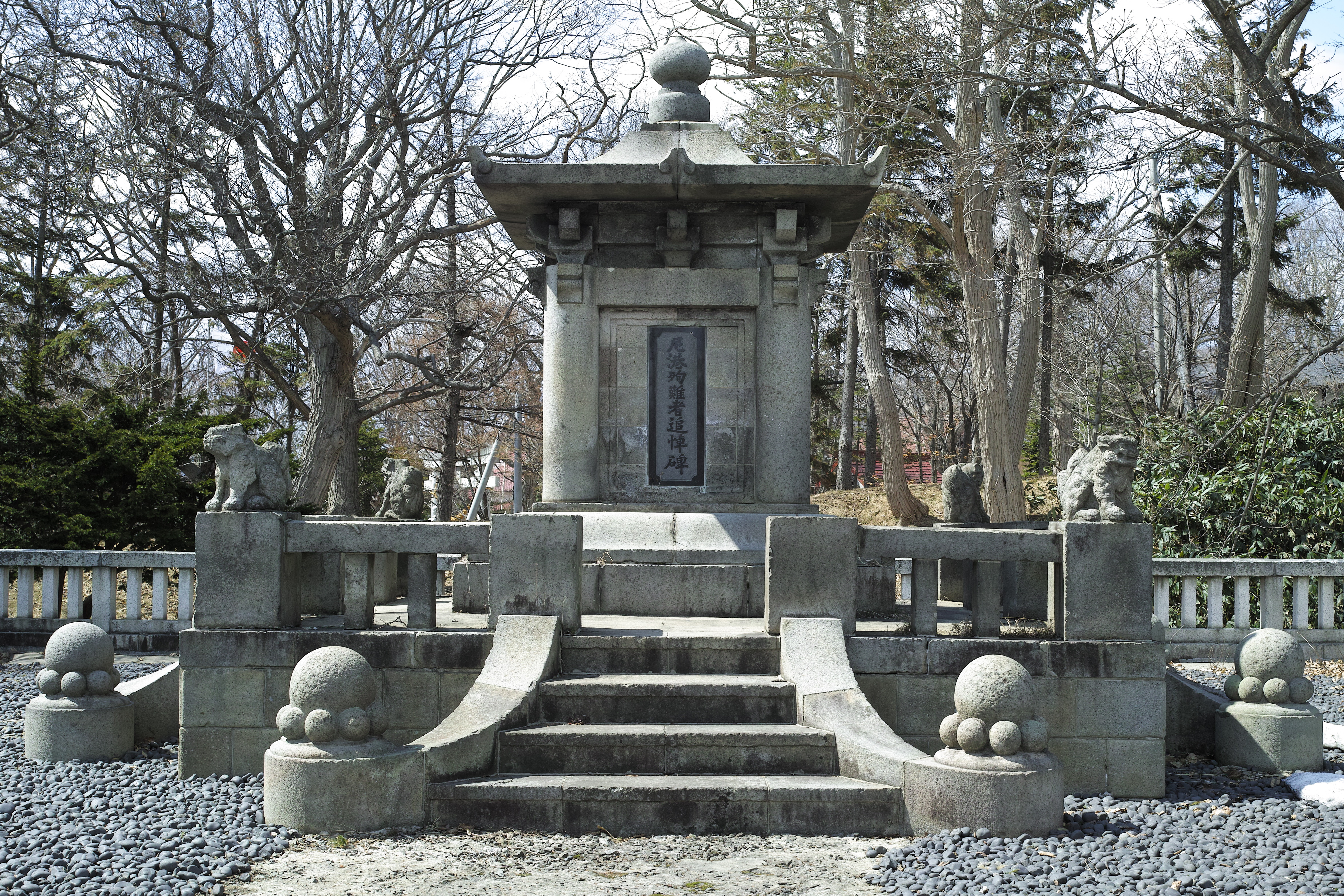
尼港殉難者追悼碑（北海道小樽市手宮）

北海道の小樽市は、樺太、シベリア方面への物資積み出し港であり、ニコラエフスクとも縁が深かった。1924年（大正13年）になって、小樽市民の総意で軍部に請願し、遭難者の遺灰払い下げの運動を起こした。ニコラエフスクで焼却された遺骨は、アレクサンドロフスクの慰霊碑に保管されていたが、これを小樽で永久保存しようということになったのである。軍からの許可が出て、市民に迎えられた遺骨は、市内浄応寺で保管された。1937年（昭和12年）になって、市内の素封家・藤山要吉が私財をなげうち、市民に呼びかけて、手宮の丘に慰霊碑や納骨堂を建てた。戦前には、毎年、尼港記念日の5月24日に法要が行われていた。第二次大戦後、小樽に進駐してきたアメリカの進駐軍から、「破壊せよ」と命令があったが、小樽市民はこれを拒んで、守り通した。
尼港事件の民間人殉難者には、熊本県天草の出身者が多い。他県在住の縁者も加えると110名にのぼり、ほぼ三分の一に達する。1895年（明治28年）、天草北部の二組の夫婦が、それぞれに若い女性たちを連れてニコラエフスクへ渡り、水商売を始めた。以来、水商売に限らず、洗濯業や洋服仕立業で、家族ぐるみの移住者も増え、中には成功して、貿易業や旅館経営をする者も現れていた。小樽と同じく昭和12年、遺族たちの手によって、天草市五和町手野に、尼港事変殉難者碑が建てられている。こちらは、毎年3月12日に慰霊祭が行われ、1970年（昭和45年）には50年祭が盛大に催された。

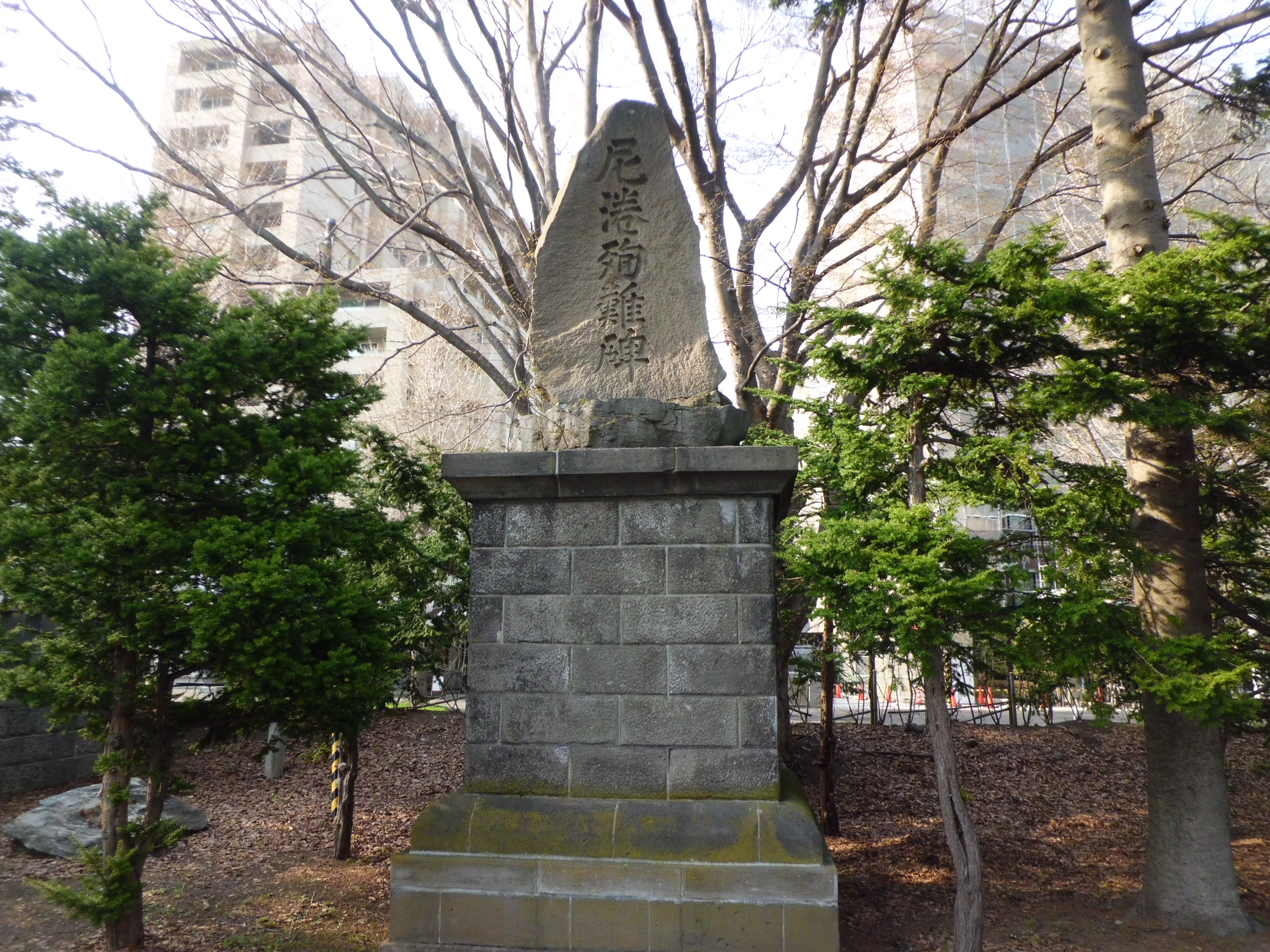
尼港殉難碑（札幌護国神社）

全員が犠牲となった第14師団尼港守備隊の出身地、茨城県水戸の堀原、もと練兵場のあった場所にも、尼港殉難者記念碑が建っている。戦前は、毎年かかさず慰霊祭が行われていたが、戦後は行われなくなり、記念碑が建っている場所も堀原運動公園の向かいにある小さな公園の奥であるので、碑のいわれを知る市民どころか、そもそも碑がある事すら知らない市民も増えている。その他、札幌の護国神社境内にも尼港殉難碑があるが、これは、1927年（昭和2年）、救援隊の兵士達が旧丸山村界川に建立したもので、戦後、現在地に移された。

### 琿春事件
1920年９月及び10月の2回にわたって、県城に馬賊の一団が襲来、このとき中国側の警察隊はなすことなく、日本人居留民や日本領事館が襲撃され、多数の日本人が略奪・殺害された。ため、日本では「第二の尼港事件」といった言い方もされた。この当時、満州及びシベリアでは、従来の匪賊の横行に加え、ロシア革命の内戦や日本軍のシベリア進出、日本の進出により母国での耕作権を失って流入してきた朝鮮人が三・一運動の影響で激しい抗日独立運動を起こす等、政治情勢は混迷を極め、治安は悪化、日本人の殺害事件が頻発、これらはしばしば「第二の尼港事件」に喩えられた。
同年10月、領事館警察官が殺害されたこと等を理由に日本軍が出動し、翌1921年1月まで駐留し、多数の朝鮮人の独立運動家と家族を捜して殺害、一説には3,106人が犠牲になったともいわれる。尼港事件では、多くの在地朝鮮人がパルチザンとして赤軍に協力し日本人虐殺に加担したとみられていた。その報復感情の影響ばかりでなく、中国の間島省（当時）の琿春県には多数の朝鮮人が流入、朝鮮独立運動の拠点のようになっていたため、日本軍の謀略説もある。（参照：間島事件）
日中間の外交問題としては尼港事件とともに外交的解決が図られたが、外交的解決を見ることなく、民衆の抗日運動も激化した。

### 大輝丸事件
シベリア出兵も終了しようとする1922年10月、武術家の江連（えづれ）力一郎が尼港事件に憤激したとして、シベリア沿海州でロシア船を襲撃し、ロシア人船長以下船員ほぼ全員を人種・民族に関係なく虐殺、多大な物資・金品を奪うという海賊行為を働いた事件。（参照：大輝丸事件）

### 南京事件
1927年の南京事件の際にも日本領事館は襲撃され、領事一家以下、在留邦人、日本軍将兵等が殺傷された。この事件の際には、海軍陸戦隊の荒木亀男大尉は「反抗は徒らに避難民全部を尼港事件同様の虐殺に陥らしむるだけだから、一切手向いせず、暴徒のなすがままにせよ」と命令し、陸戦隊員は中国人の暴行に反抗しなかった。このため領事館内では駐在武官の根本博少佐、領事館警察木村署長を始め多くが重傷を負い、婦女子も丸裸にされ金品・衣服などすべてを奪われ領事館内は木端微塵となったものの邦人虐殺事件に発展しなかったが、荒木大尉は事件後に責任を取り自決を図った。1945年のソ連対日参戦の際には北支那方面軍兼駐蒙軍司令官となった根本博は大本営の武装解除命令を拒否し殺到するソ連軍と戦い抜き4万人の在留邦人の脱出を成功させた。

### 事件現場の現在
2014年、北海道新聞の取材班がニコラエフスク・ナ・アムーレを取材した。旧領事館跡は現在では更地となっており、市の博物館にパルチザンが使用した大砲が展示されている。また、市郊外に日本軍の駐屯施設が残っていた。

## 参考史料について
尼港事件に関する史料は、日本側のもの、ソ連側のもの、生存者の証言を白系ロシア人が記録したもの、という三種類に大別できる。
原暉之の論文『「尼港事件」の諸問題』によれば、基本的な日本側史料は、参謀本部編 『西伯利出兵史―大正七年乃至十一年』と外務省編『日本外交文書　大正九年』である。ソ連側のものは、パルチザン指導者などの回想録が2点ほどある他は、日本の研究者が読めるものでめぼしいものはない（『「尼港事件」の諸問題』が書かれた1975年において）。白系ロシア人の記録のうち、グートマンの『尼港の災禍』（『ニコラエフスクの破壊 ＝尼港事件総括報告書＝』）は、百ページにのぼる生存者の証言、その他の史料（パルチザン側の文書を含む）をも収録している。
『西伯利出兵史』をもとに概略が述べられている日本の編纂物としては、『西伯利出兵 憲兵史』『西伯利出兵史要』などがあるが、それらの事件著述と、ソ連の歴史家の一般的な見解 には、事実関係において大きな食い違いがある。双方の見解を併記し、主には『ニコラエフスクの破壊』掲載の証言を参考として供した。
『ニコラエフスクの破壊』（原題:Gibel Nikolaevska-na-Amure　米題:THE DESTRCTION OF NIKOLAEVSK-ON-AMUR）は、1924年にベルリンにおいて、ロシア語で出版された。著者のグートマン（A.Ya.Gutman）は、事件当時、日本に在住し、ロシア語新聞紙の編集長をしていた。生存者数名にインタビューするとともに、1920年夏、事件直後に実施された調査活動の報告書を入手し、それをもとに執筆した。報告書には生存者57名の口述証言が含まれていた。グートマンのロシア語版を読んでいた原暉之は、「グートマンは反ボリシェヴィキではあったが日本軍にも点が辛く、『尼港の災禍』（『ニコラエフスクの破壊』）に収録された生存者の証言は反革命派に限らず広範にわたって貴重である」というように評価している。
原暉之の言う『尼港の災禍』は近年、英訳、和訳出版された。1909年にニコラエフスクで事業を営んでいたユダヤ系のリューリ家で生まれたエラ・リューリ・ウイスエル（Ella.Lury.Wiswell）は、1993年、尼港事件に関する英語の文献に満足のいくものがないとして、生まれ故郷の悲劇を子細に記録したグートマンのGibel Nikolaevska-na-Amureを米語訳し、THE DESTRCTION OF NIKOLAEVSK-ON-AMURとして出版した。2001年、齊藤学はエラの米語訳をもとに、ロシア語版も参照した上で『ニコラエフスクの破壊』として和訳し、出版した。

## 尼港事件に関する文献
題材とした作品　
- 熊谷敬太郎『ピコラエヴィッチ紙幣　日本人が発行したルーブル札の謎』ダイヤモンド社、2009年。ISBN 978-4-478-01127-0

第2回城山三郎経済小説大賞受賞
- 小堺昭三『赤い風雪　小堺昭三全集15』ココデ出版、2011年。ISBN 978-4-903703-48-0
- 丹地甫『ニコラエフスクの長い冬』茨城新聞社、2012年。ISBN 978-4-87273-271-9
- 熊谷達也『氷結の森』集英社、2007年。ISBN 978-4087465129

史伝　
- アナトーリー・グートマン『ニコラエフスクの日本人虐殺』 長勢了治訳、勉誠出版、2020年
- 佐藤誠治『尼港事件の背景を探る』 文芸社、2011年
- 隈部守『尼港事変と島田元太郎』 文芸社、2013年